# Hôtel du Vieux-Raisin
L'hôtel du Vieux-Raisin, appelé aussi hôtel Maynier et hôtel de Lasbordes est un hôtel particulier Renaissance de Toulouse, entre le quartier du Parlement et celui de Saint-Étienne. Son nom provient d'une taverne de la rue qui possédait une enseigne avec une grappe de raisin.

## Histoire
Cet hôtel date de 1518, et constitue sûrement un des plus beaux hôtels particuliers de l'époque. Il fut édifié pour Béringuier Maynier, professeur de droit, seigneur de Canac et de Gallice et capitoul de 1515 à 1516 ; le style choisi fut donc celui de cette période, fortement influencé par la Renaissance italienne. 
On a longtemps pensé que c'est Jean Brunet, greffier civil au Parlement de Toulouse, qui avait complété l'hôtel quelques années plus tard (1547) selon les plans du célèbre architecte de l'époque de l'âge d'or toulousain : Nicolas Bachelier (auteur entre autres du Pont Neuf, de l'hôtel d'Assézat). Mais des actes notariés récemment découverts montrent que ces travaux sont plutôt dus au propriétaire suivant : Pierre de Lancrau, évêque de Lombez,.
Le bâtiment a été classé au titres des monuments historiques en 1889.

## Description
Le premier propriétaire, Béringuier Maynier, fait édifier à partir de 1515 un logis pour séparer cour et jardin, encadré de deux tours d'escalier et de la première travée des ailes. Il fait décorer la grande tour de bustes en médaillon, et fait placer sur les corps de bâtiment de nombreuses fenêtres richement ornées dans le style de la première Renaissance. Le magistrat Jean Burnet, propriétaire de 1547 à 1577, donne à la cour d'honneur une forme carrée en prolongeant les ailes et en la fermant par un portique inspiré de la loggia de l'hôtel d'Assézat (colonnes doriques, appareil brique et pierre). Les armes de Burnet et de sa femme s'observent encore sur les caissons du portique. L'évêque Pierre de Lancrau, propriétaire de 1580 à 1591, fait surélever la grande tour d'escalier et orner la cour de plusieurs spectaculaires fenêtres à atlantes.

### Les fenêtres sur rue
Élément en pierre blanche se détachant sur le nu du mur de brique rouge, la fenêtre était à Toulouse l'emplacement privilégié du décor mettant en valeur la réussite et le rang du propriétaire.
L'hôtel du Vieux-Raisin est particulièrement représentatif du soin porté par les commanditaires de la Renaissance au décor des fenêtres. Celles édifiées par Béringuier Maynier (rue Ozenne et sur la première travée des ailes de la cour) sont magnifiées de pilastres, de candélabres et de rinceaux.
Rue du Languedoc, une fenêtre due à Jean Burnet entre 1547 et 1555 est inspirée d'une gravure de Jacques Androuet du Cerceau, adaptée avec une simplification de la partie haute et un enrichissement du décor par des figures humaines et hybrides.

### Les décors de la cour
L'attribution des fenêtres de la cour est moins certaine. Quelques fenêtres de l'étage pourraient être de Nicolas Bachelier (commanditaire Jean de Burnet), celles du rez-de-chaussée seraient de la fin du XVIe siècle, quand Pierre de Lancrau était propriétaire.
À l'étage, le sculpteur a représenté des figures en atlantes comme crispées par l'effort, peinant sous le poids de l'entablement des baies qu'elles soutiennent. 
Au rez-de-chaussée, des figures hybrides aux pattes de lion sont d'une exceptionnelle diversité et d'un grand réalisme anatomique et psychologique. Sous les fenêtres, des motifs de cuirs découpés évoquent les décors de la Galerie François Ier du château de Fontainebleau ou encore des œuvres de Cellini ou de Michel-Ange.

### La cheminée d'apparat
Destinée à mettre en valeur la culture humaniste de Béringuier Maynier, la cheminée monumentale de l'hôtel met en œuvre un décor Renaissance qui constitue une apologie de la fortune, de l'abondance et de la fertilité. Armes du propriétaire et médaillons prennent place dans des couronnes végétales appelées « chapeaux de triomphe ». Angelots et guirlandes d'abondance couronnent le fronton.

## Photographies

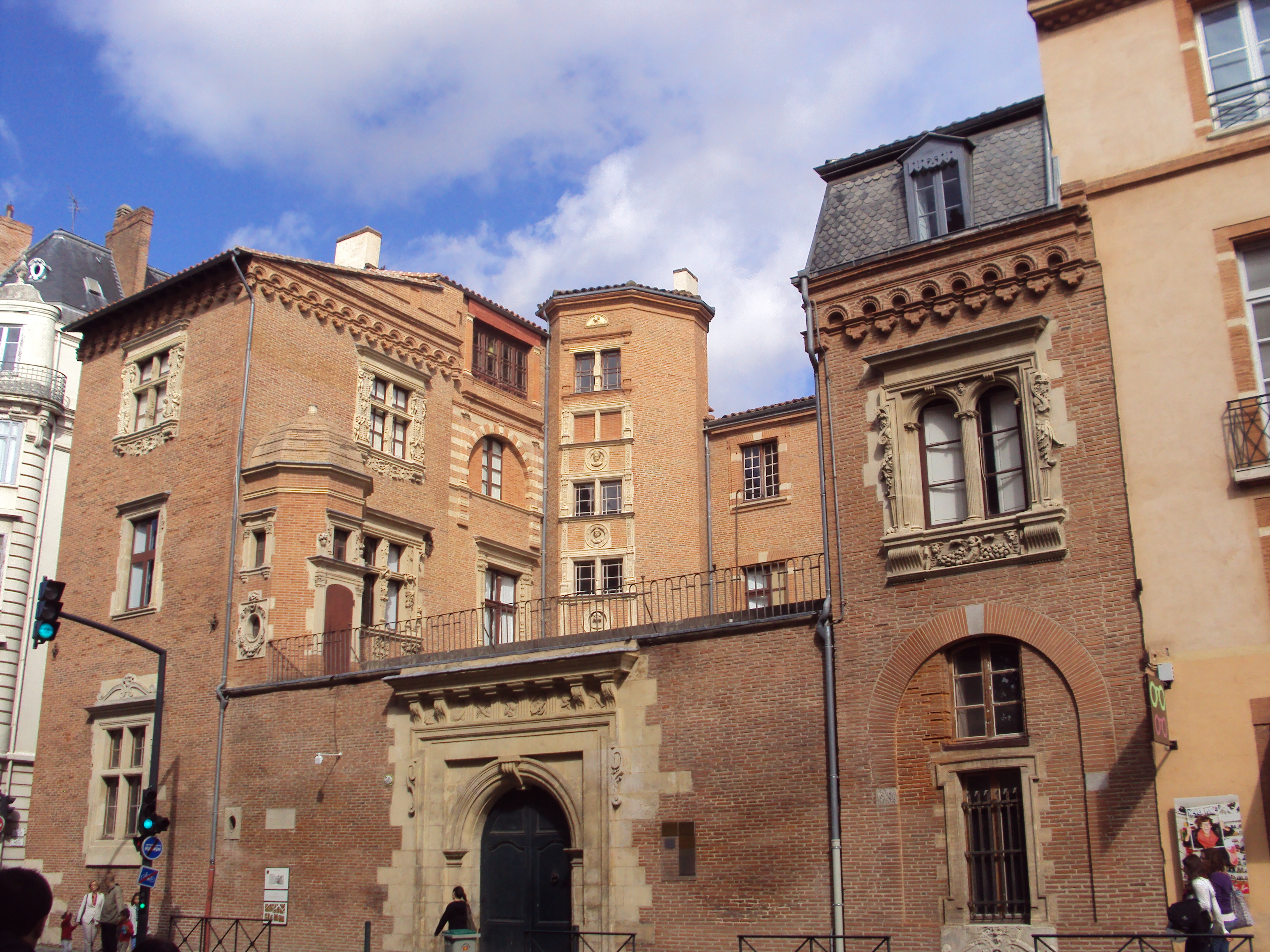
Vue Depuis la rue
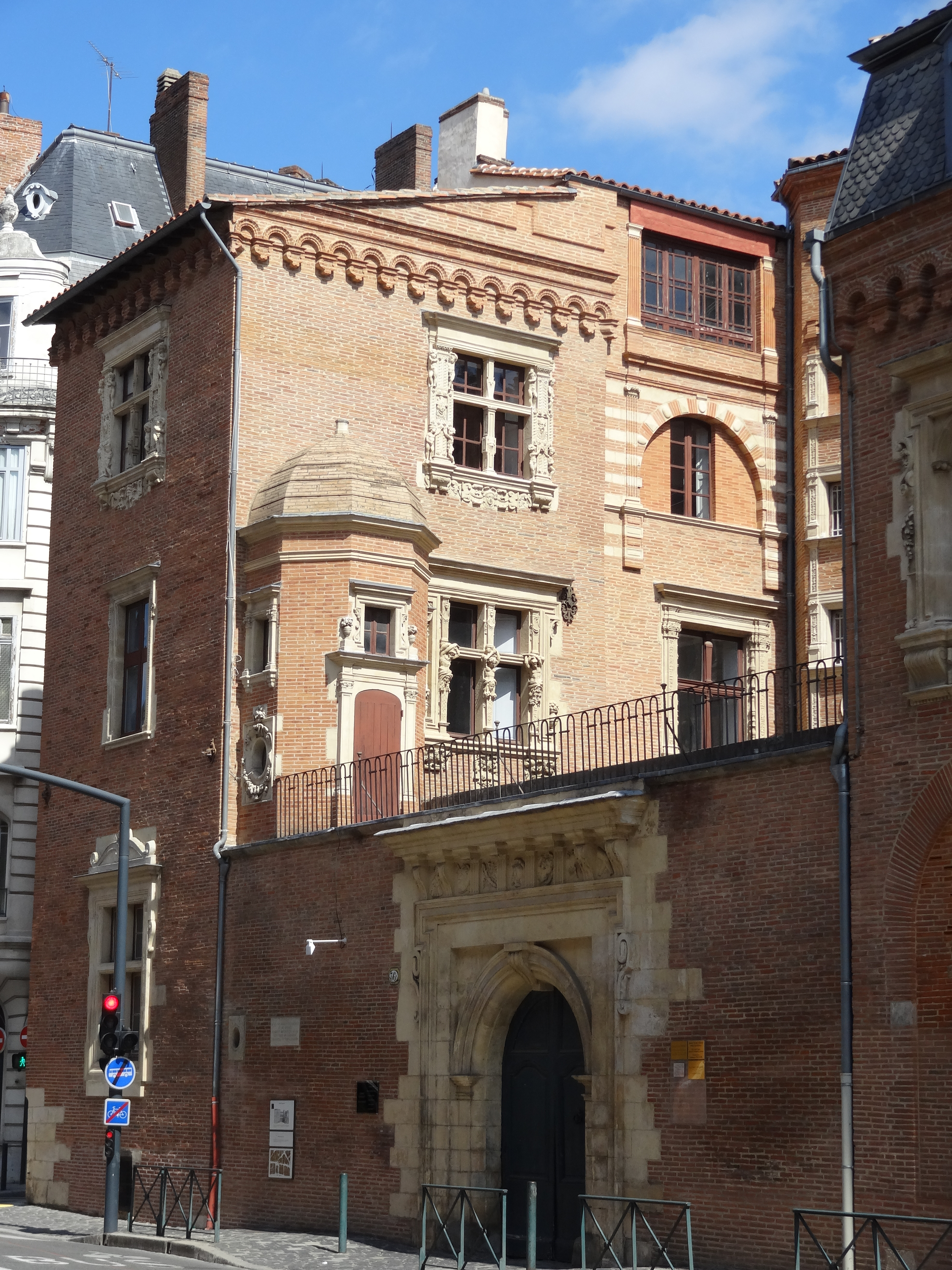
Architecture brique et pierre
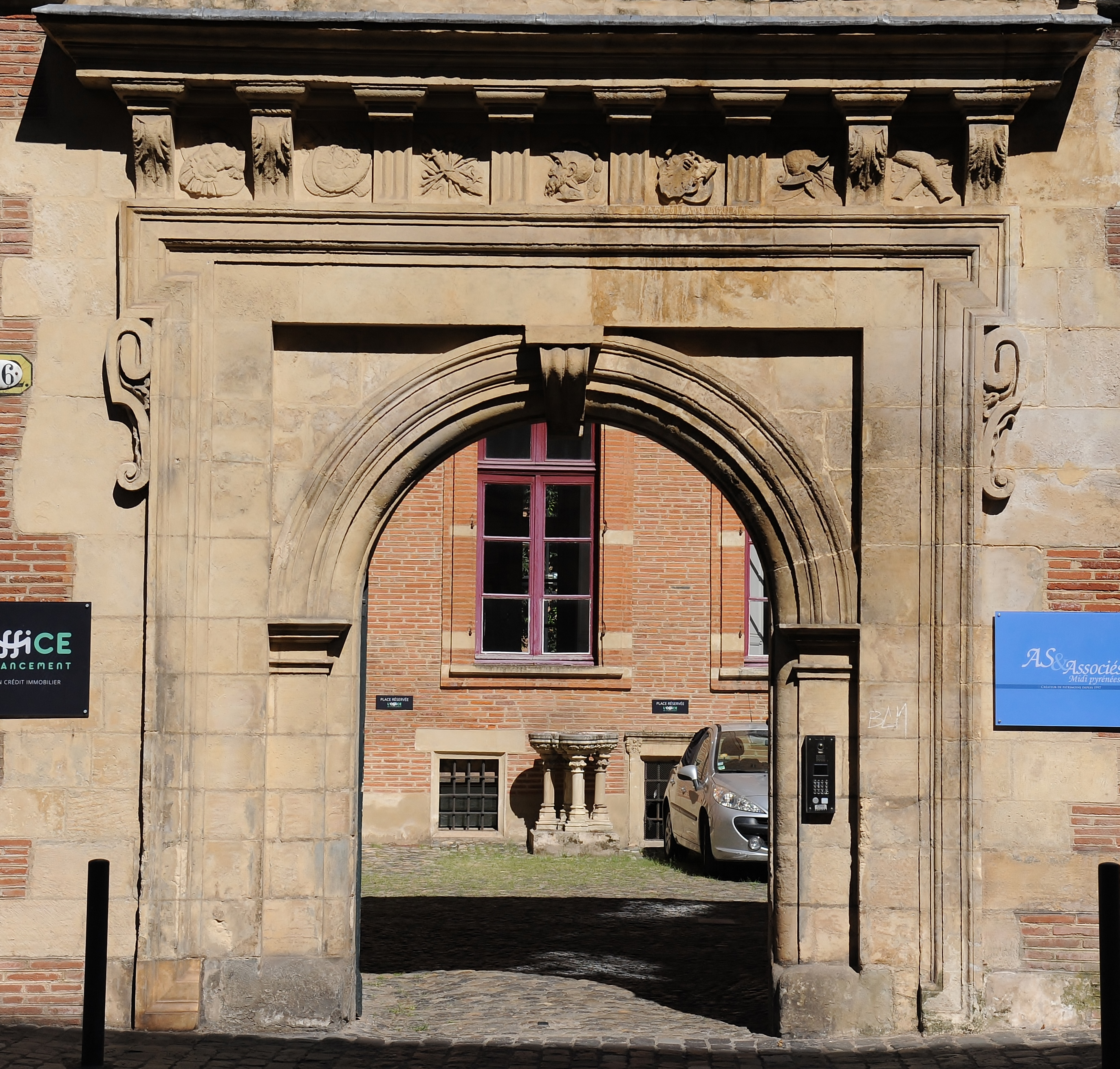
Portail
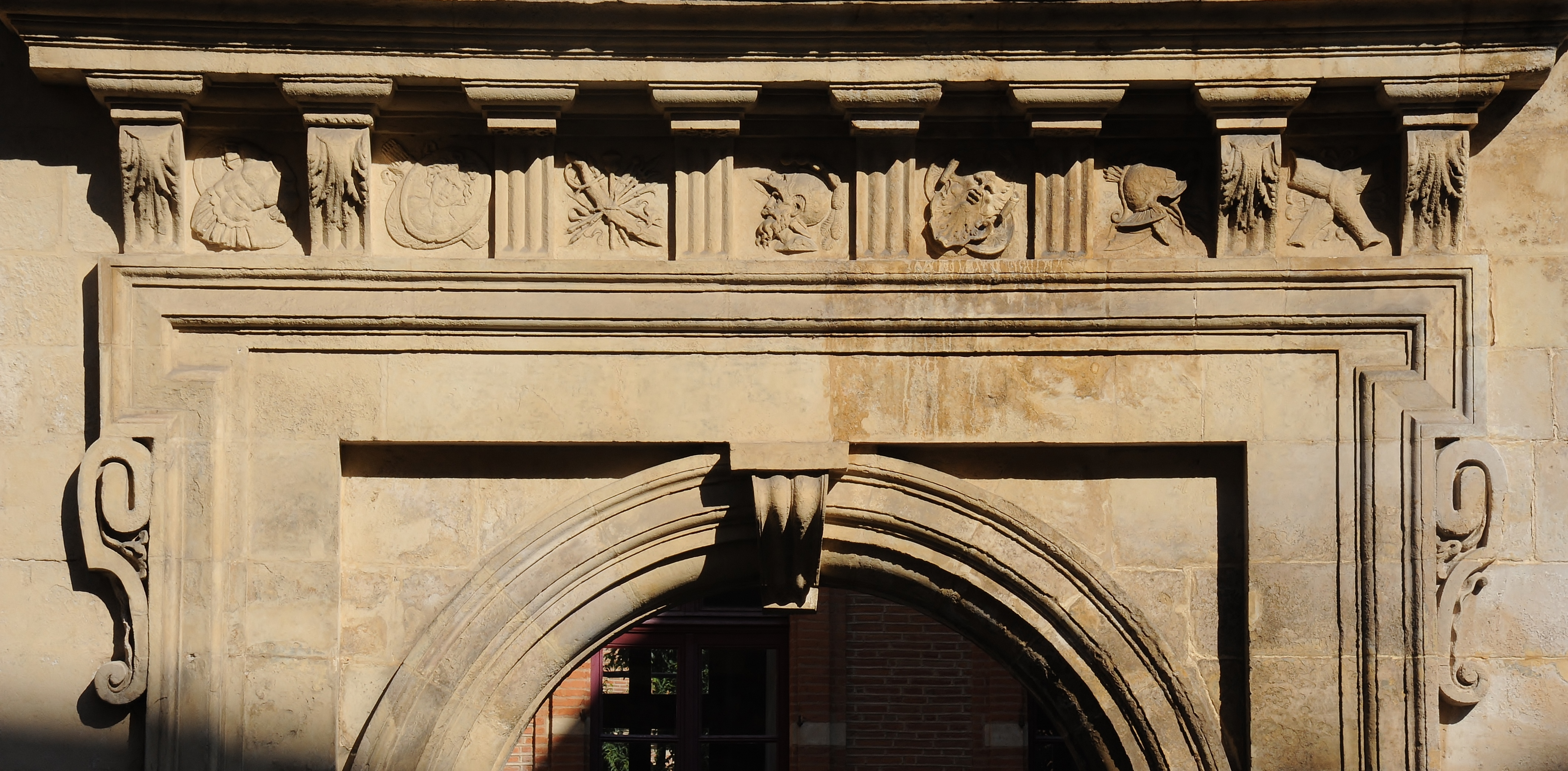
Frise de métopes du portail
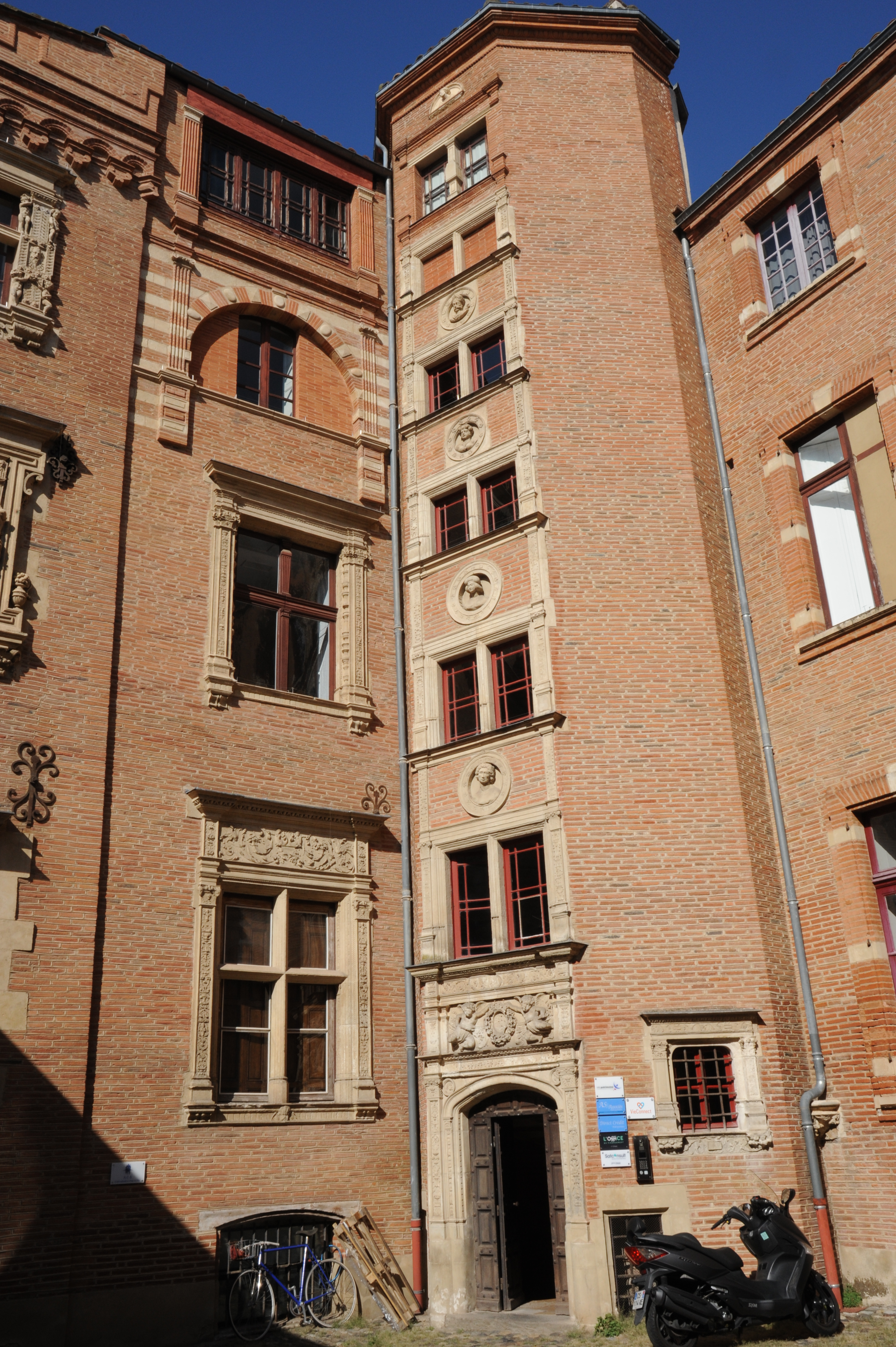
La tour d'escalier principale
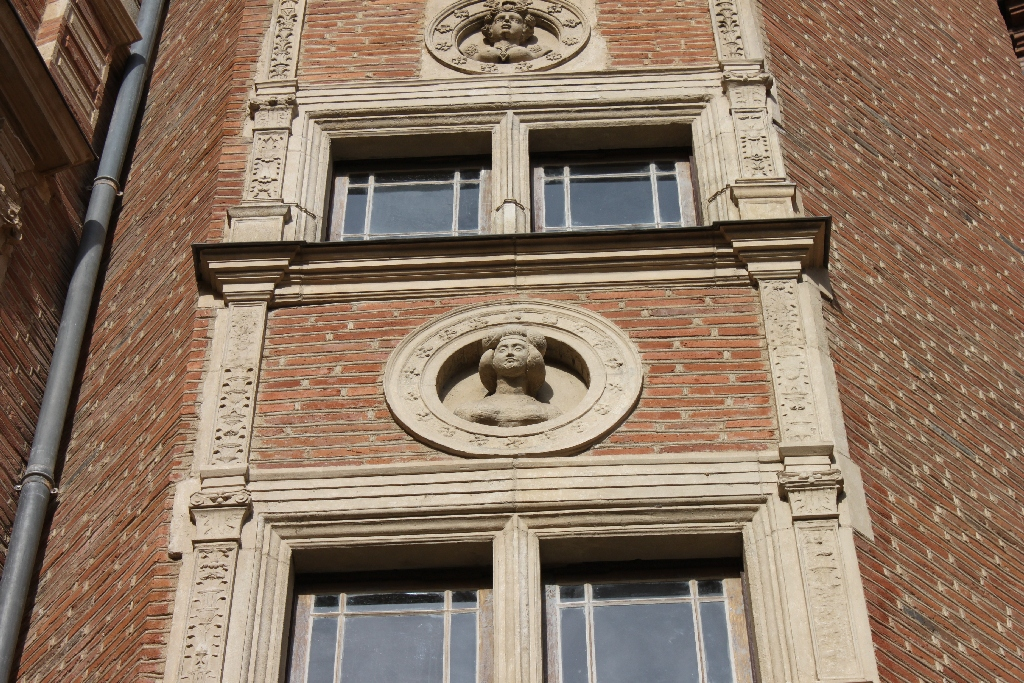
Détail de la tour
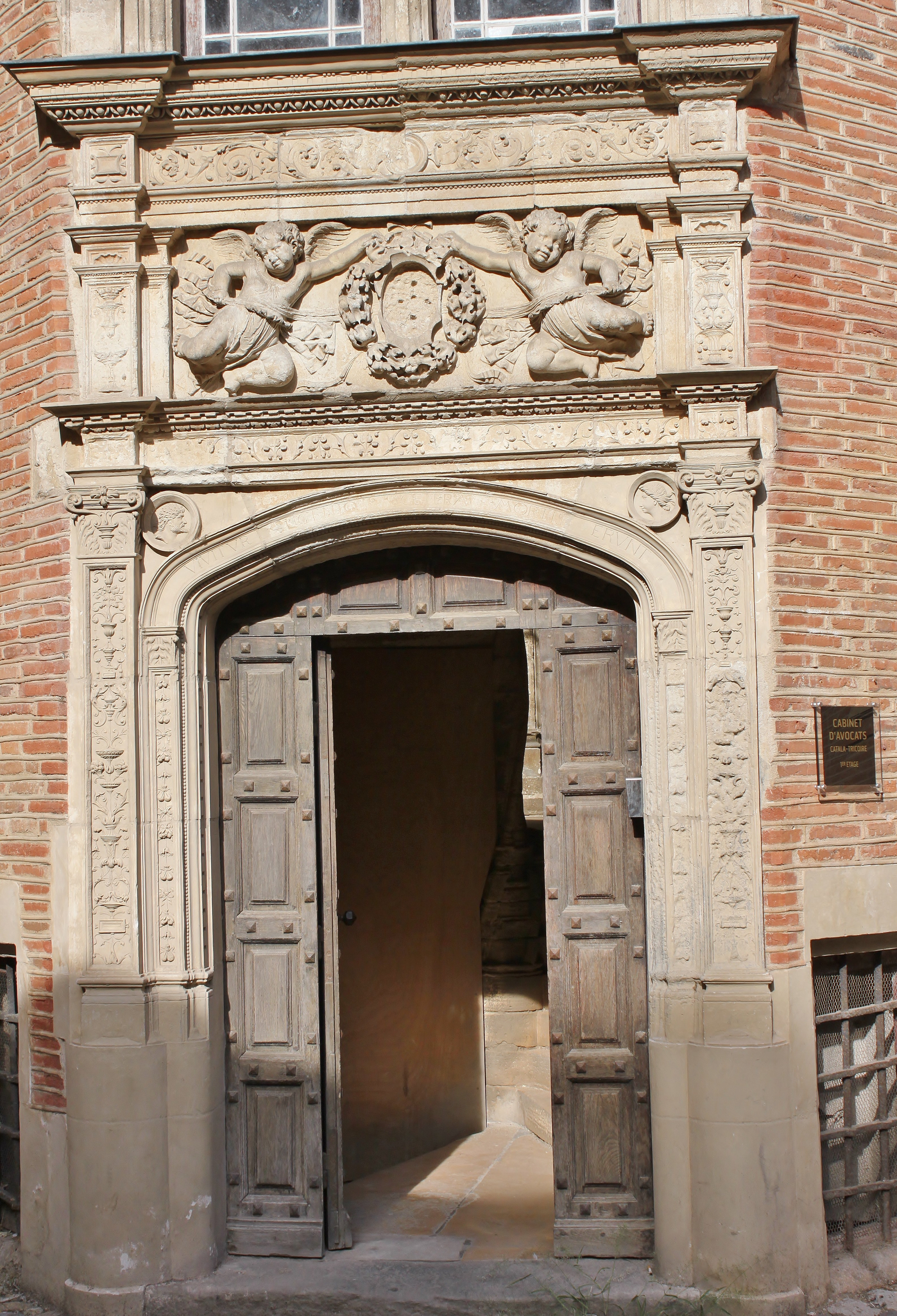
Porte de la tour
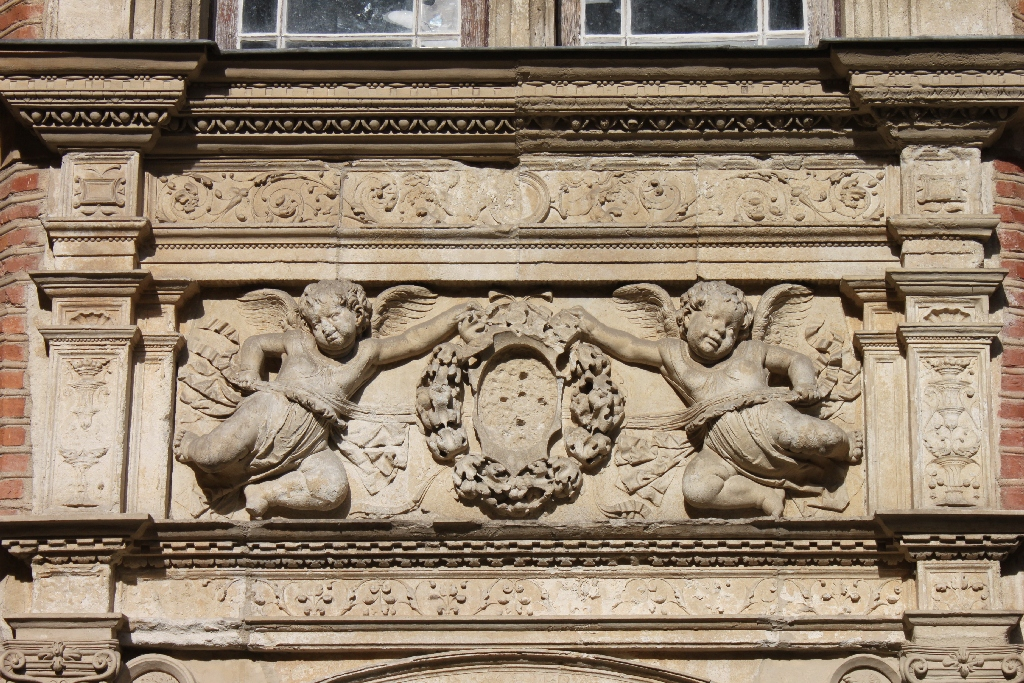
Décor de la porte de la tour
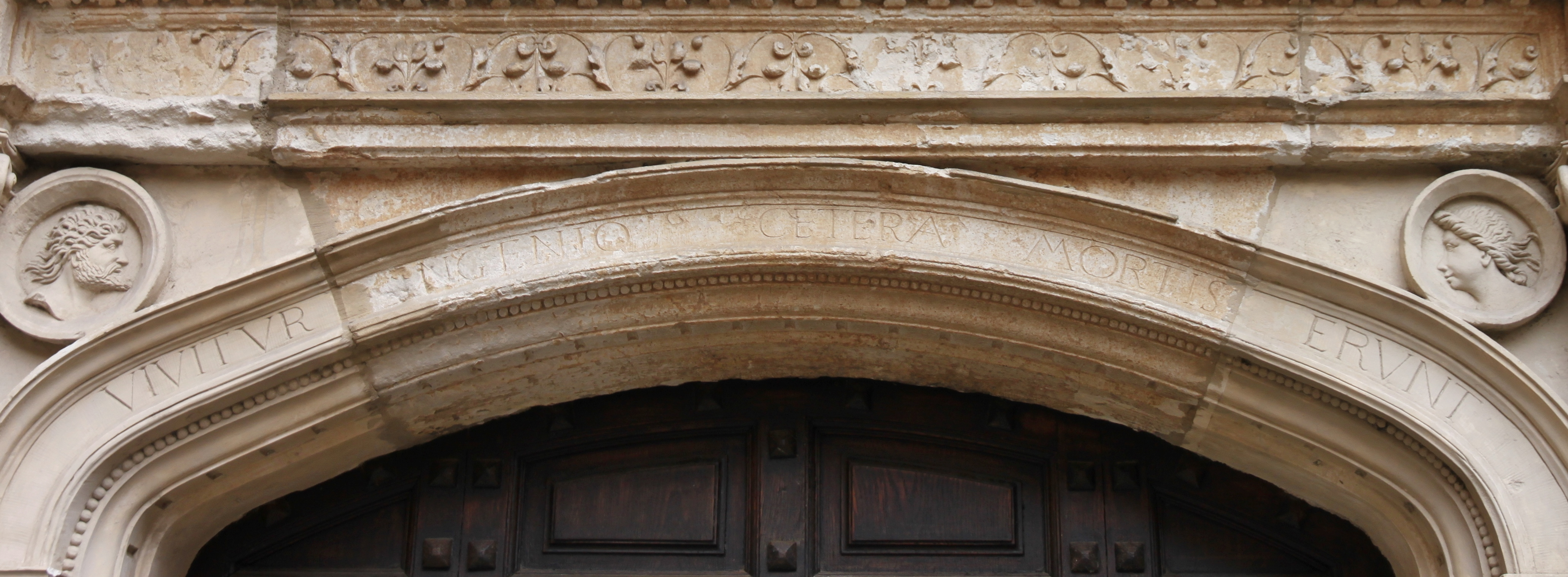
Devise en latin au-dessus de la porte de la tour : VIVITUR INGENIO CETERA MORTIS ERUNT ("On vit par l'esprit, tout le reste appartient à la mort")
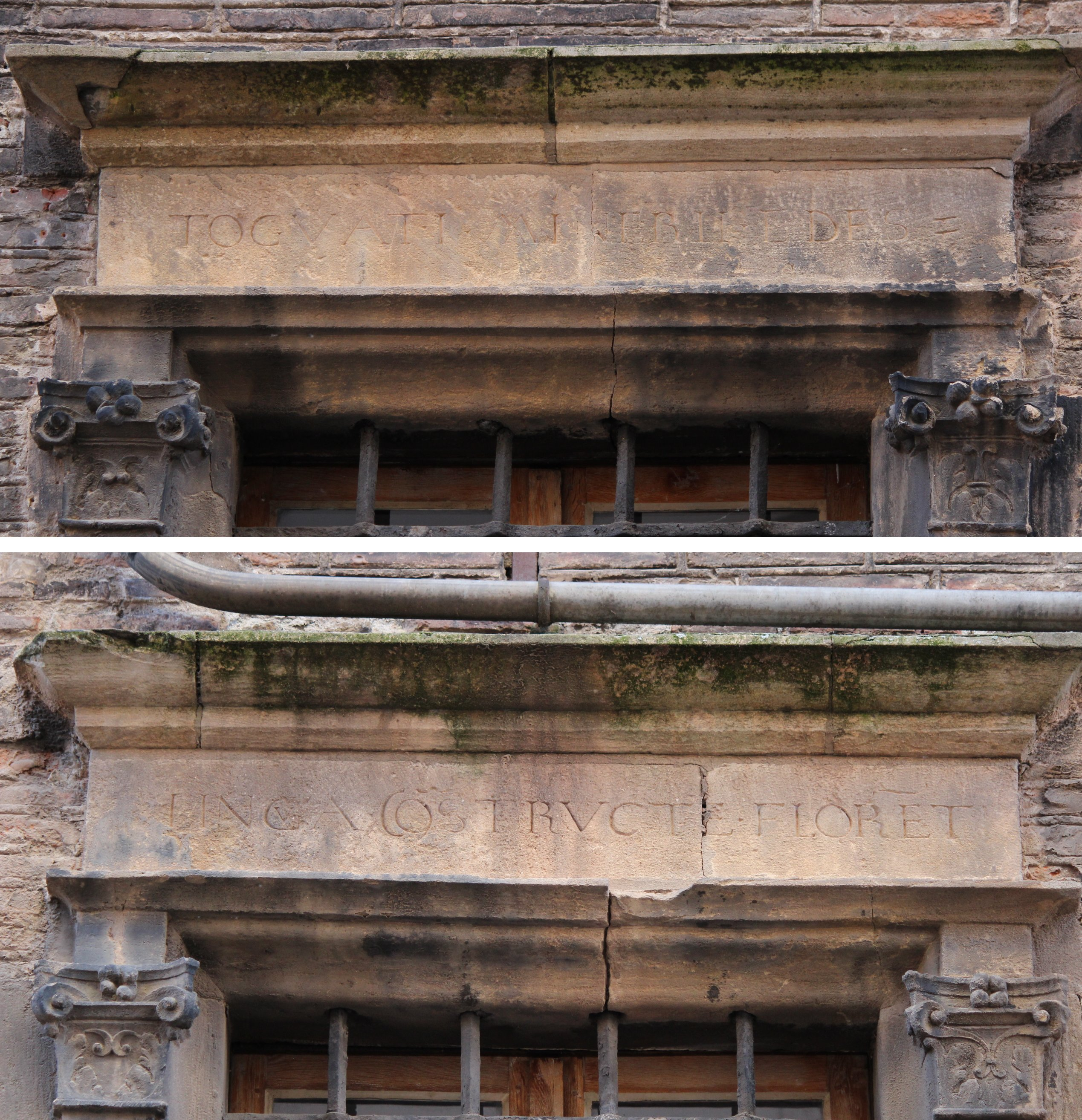
Inscription en latin rue Félix : TOGUATI MAINERII EDES / LINGUA CONSTRUCTE FLORENT ("La demeure construite par l'éloquence du professeur Maynier est florissante")
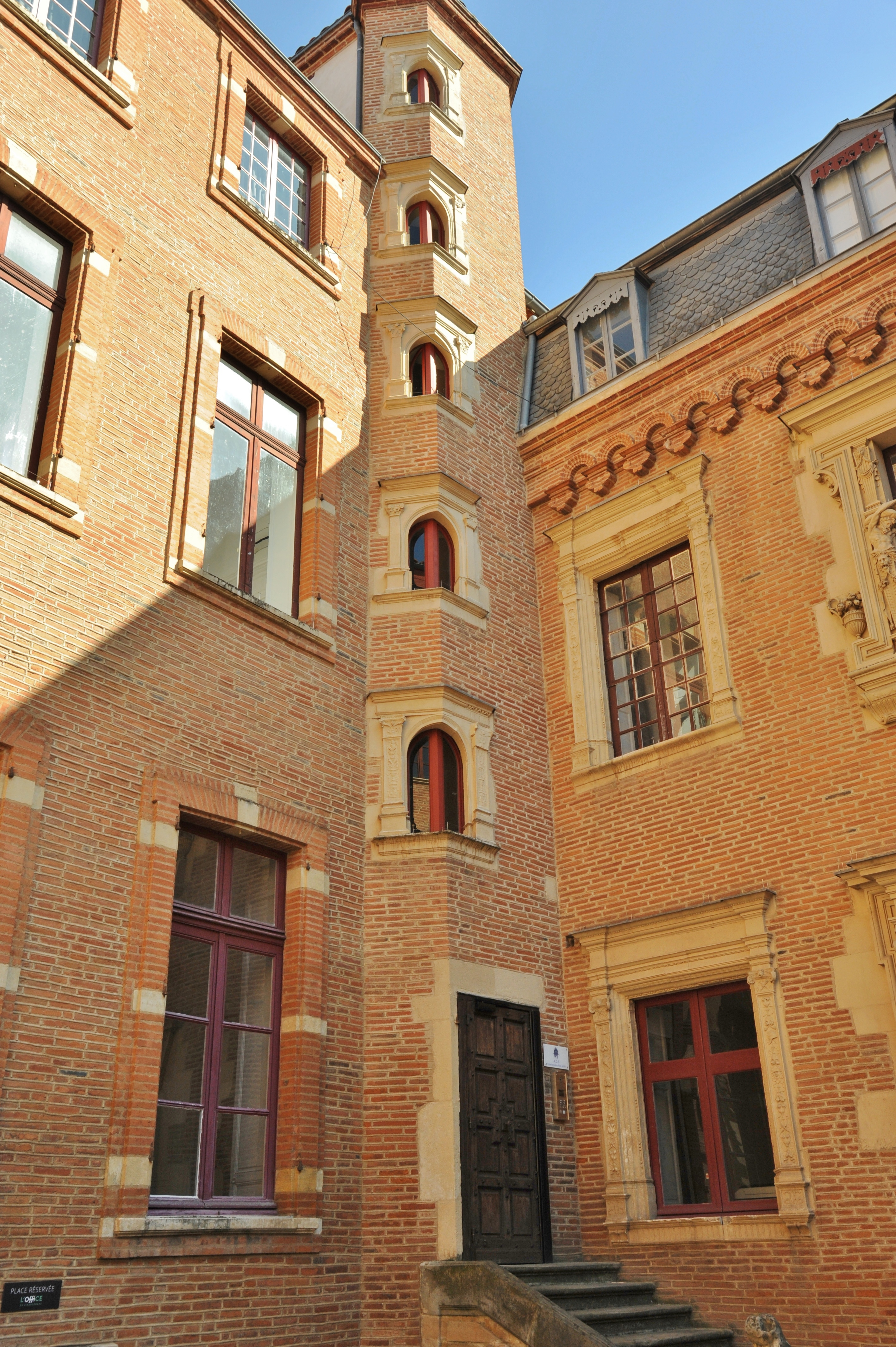
La deuxième tour d'escalier
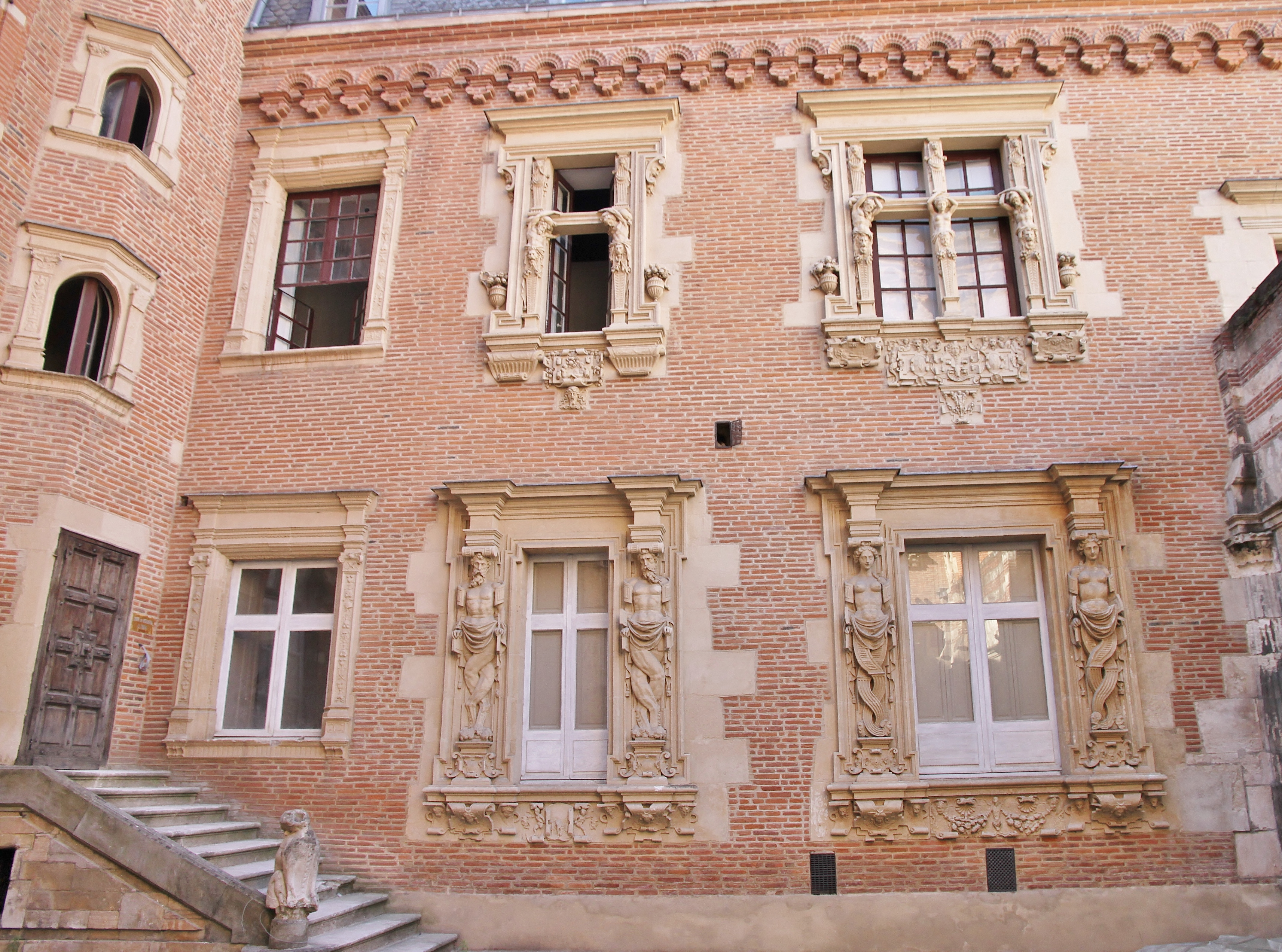
Décoration Renaissance des fenêtres
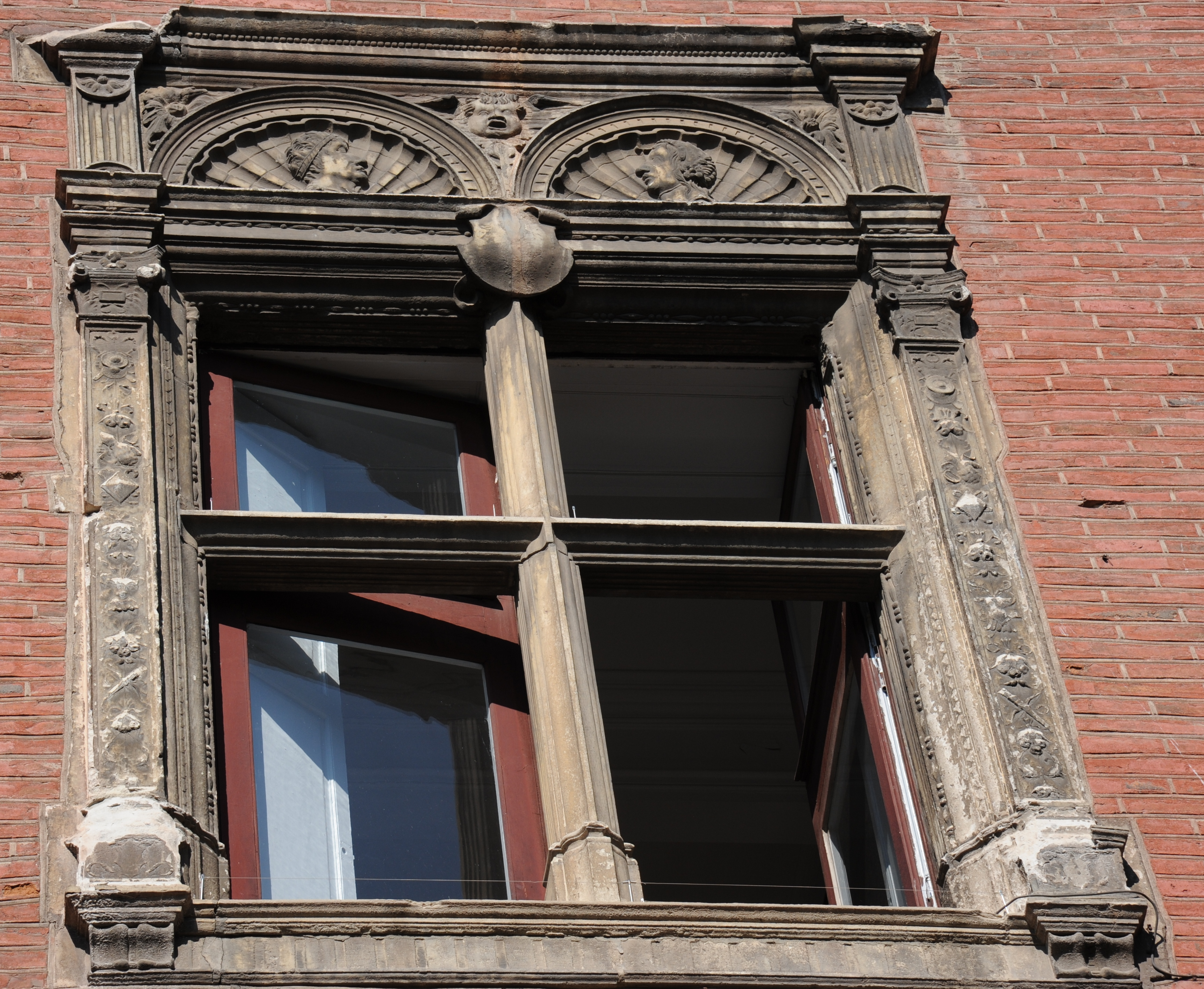
Fenêtre de la façade arrière (rue Ozenne)
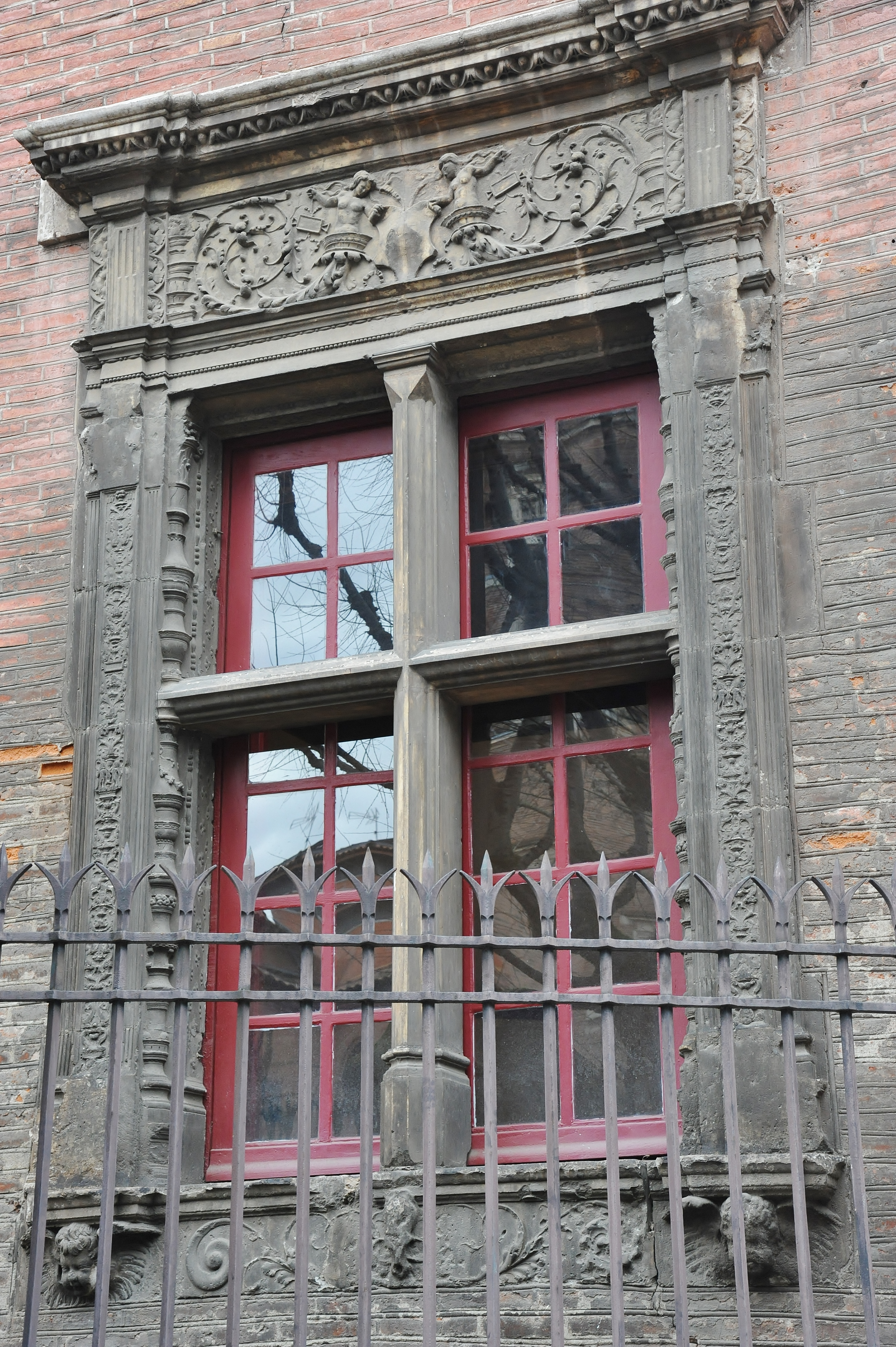
Fenêtre de la façade arrière
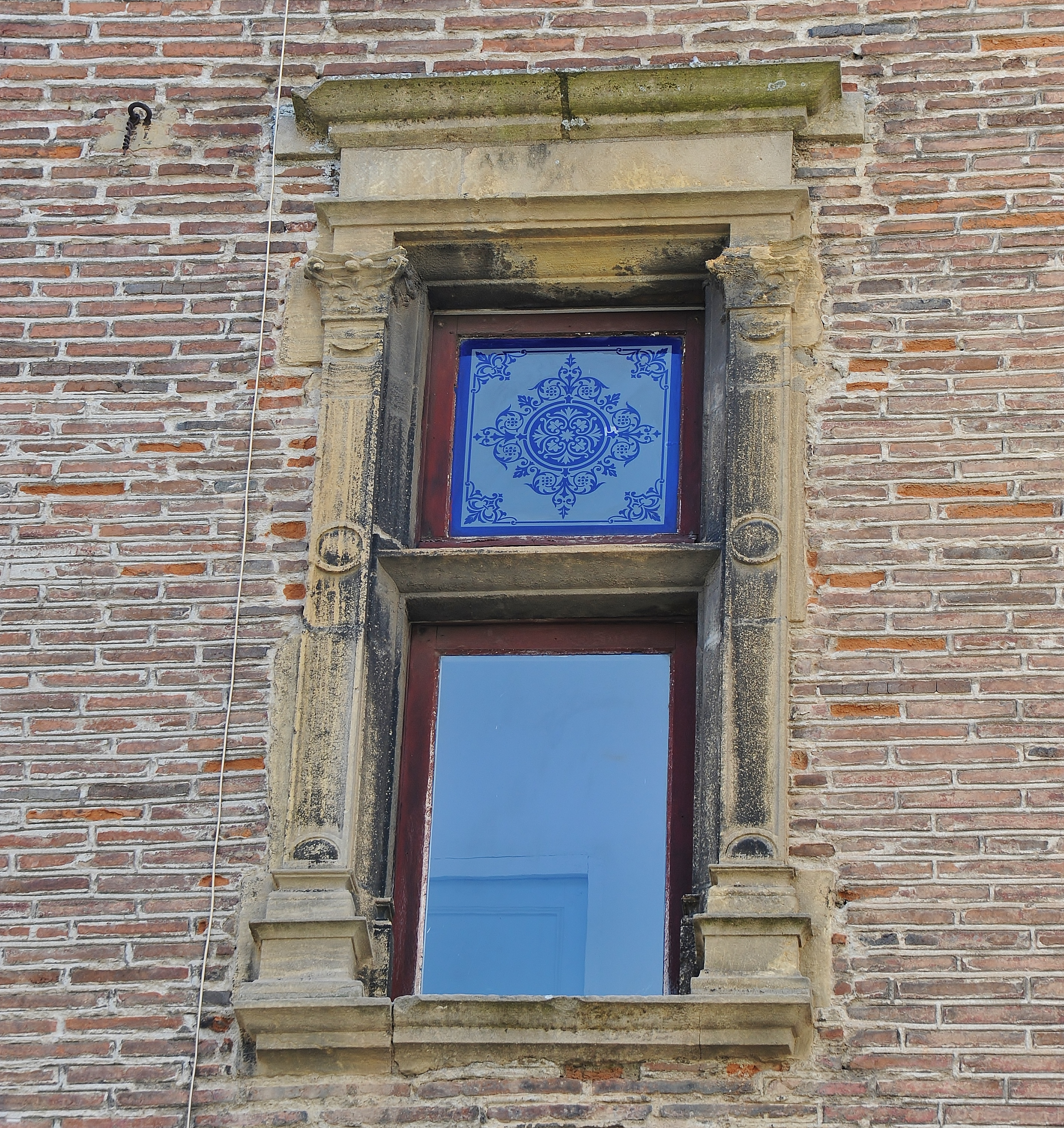
Fenêtre sur la rue Félix
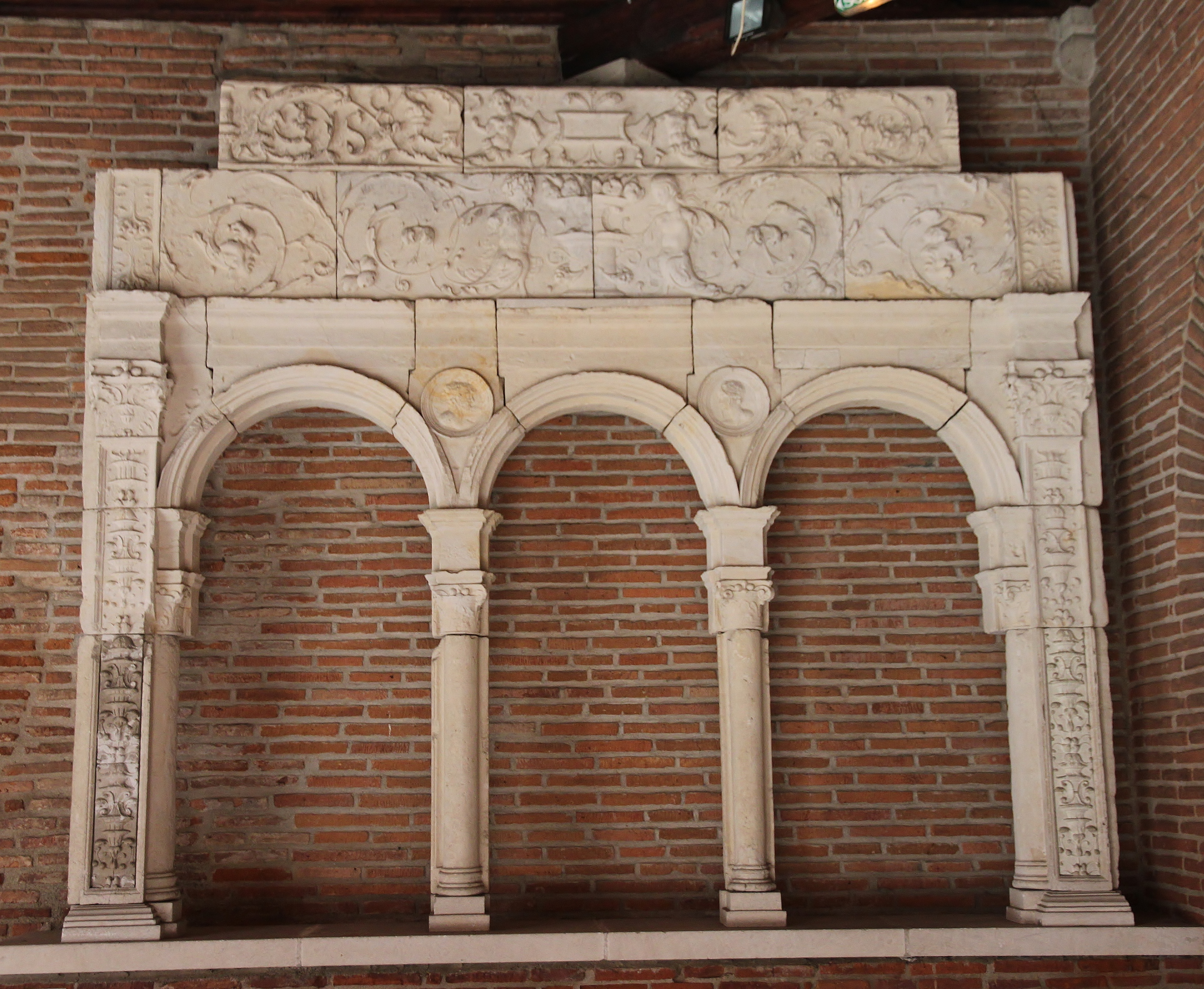
Fenêtre d'une façade détruite
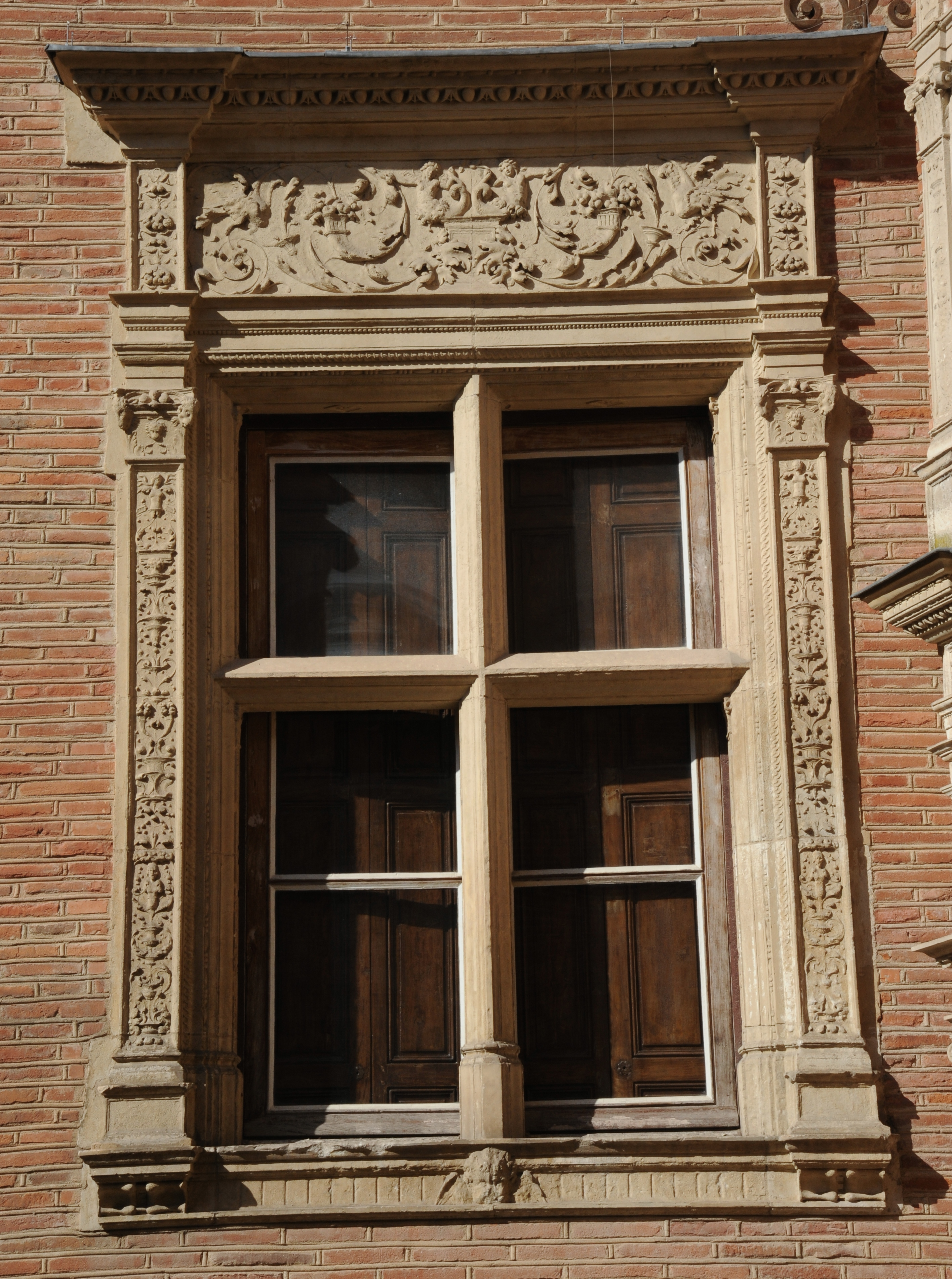
Fenêtre de style Première Renaissance (cour)
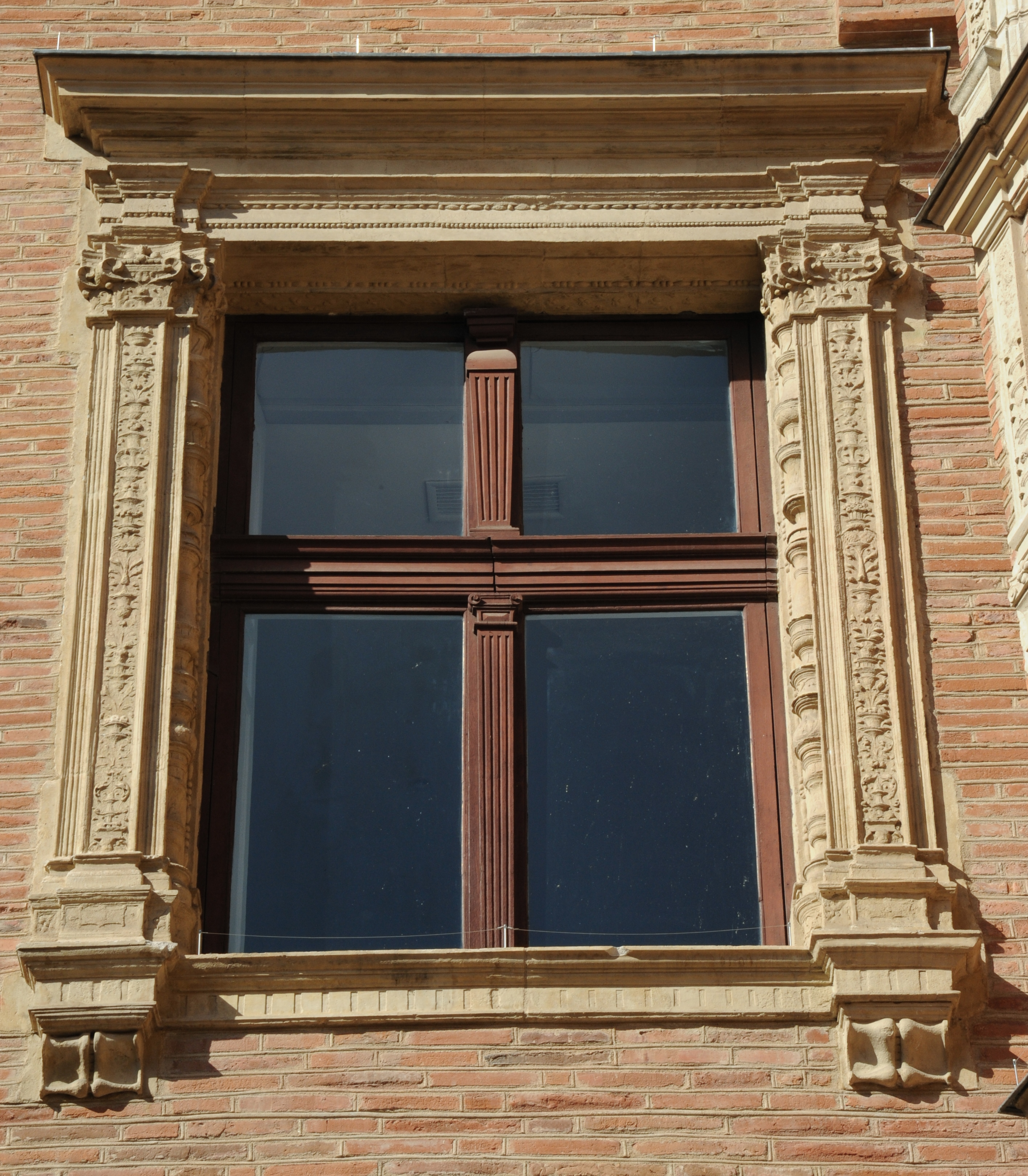
Fenêtre de style Première Renaissance (cour)
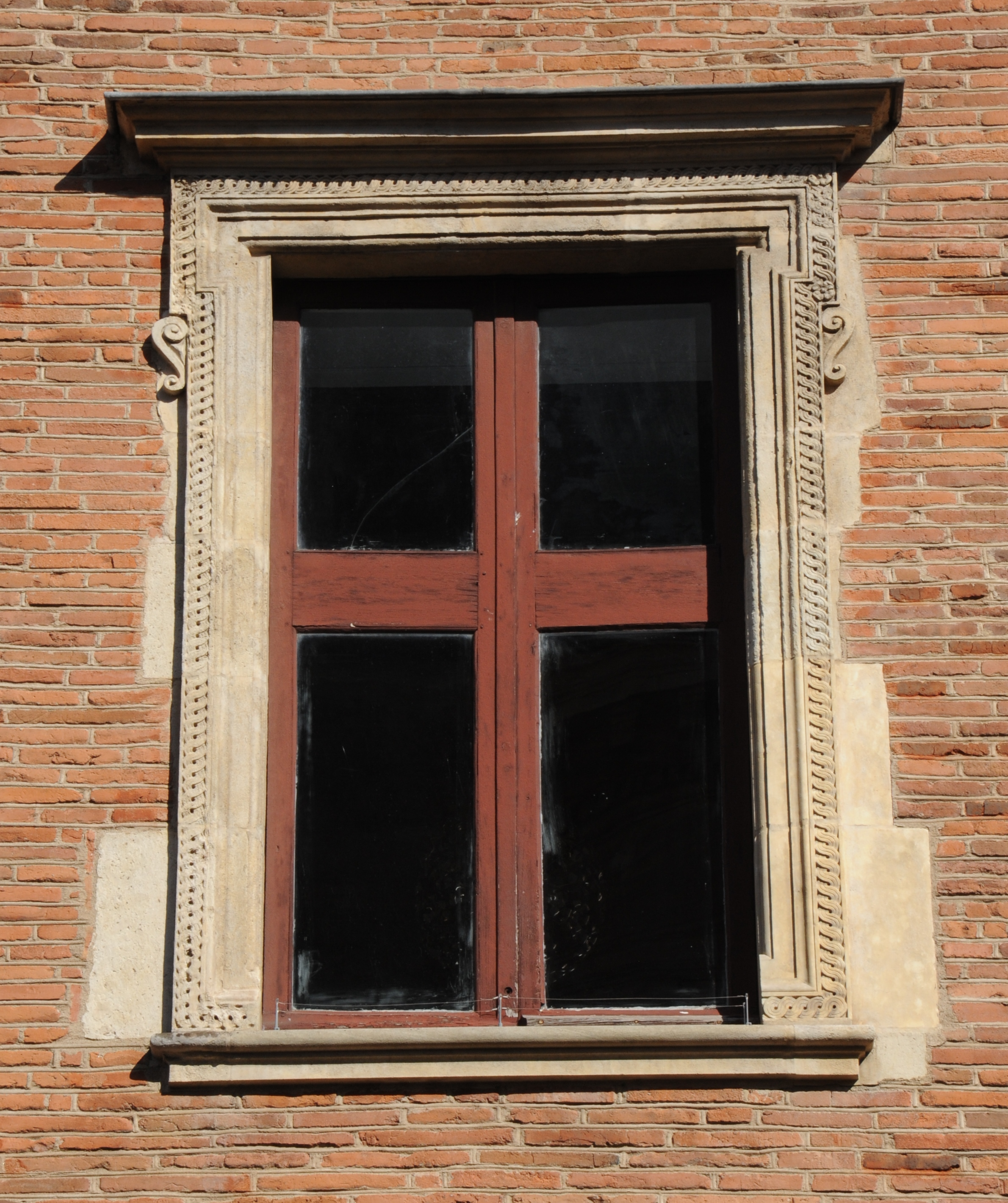
Fenêtre Renaissance (rue du Languedoc)
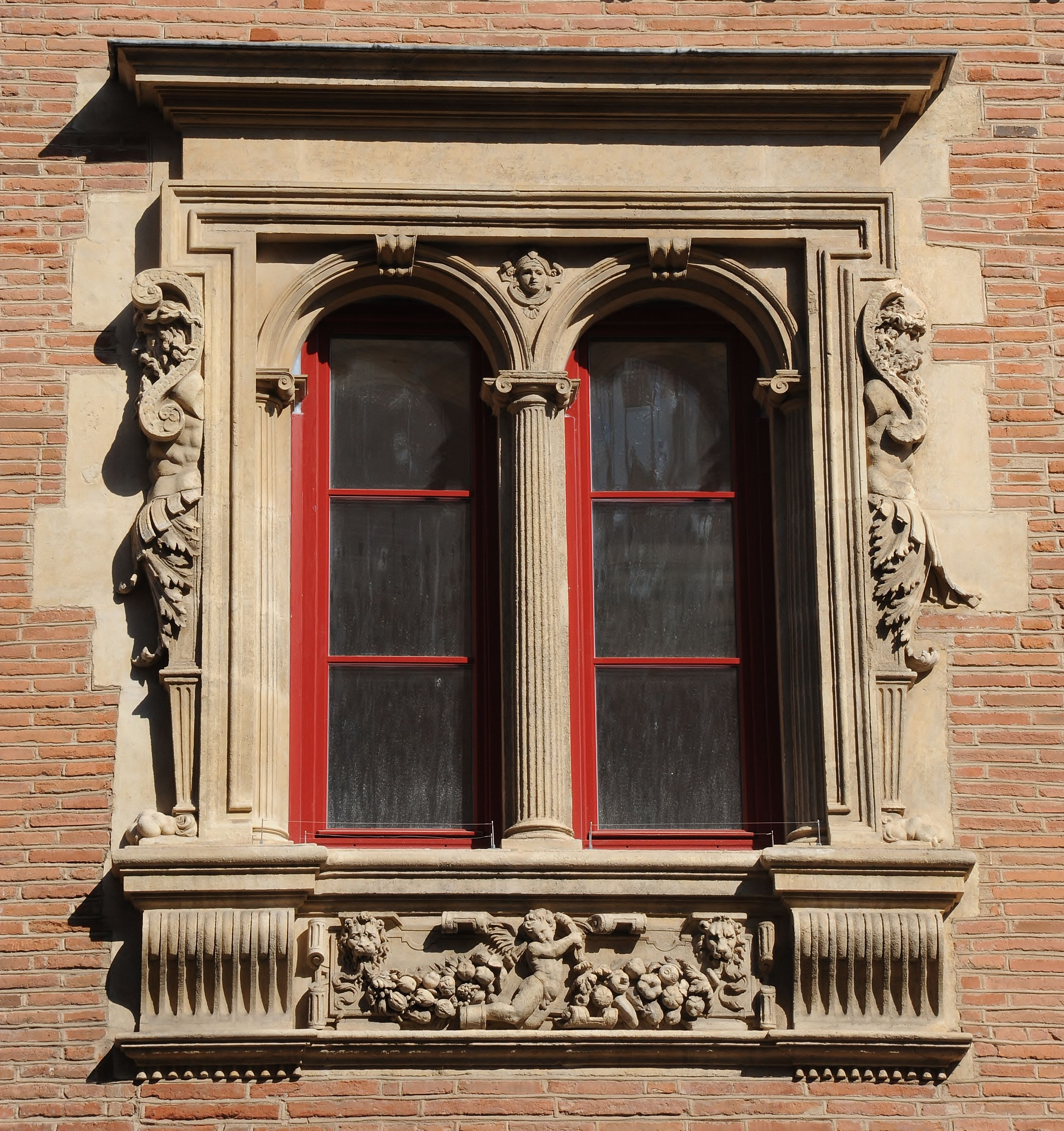
Fenêtre inspirée d'une gravure d'Androuet du Cerceau (rue du Languedoc)
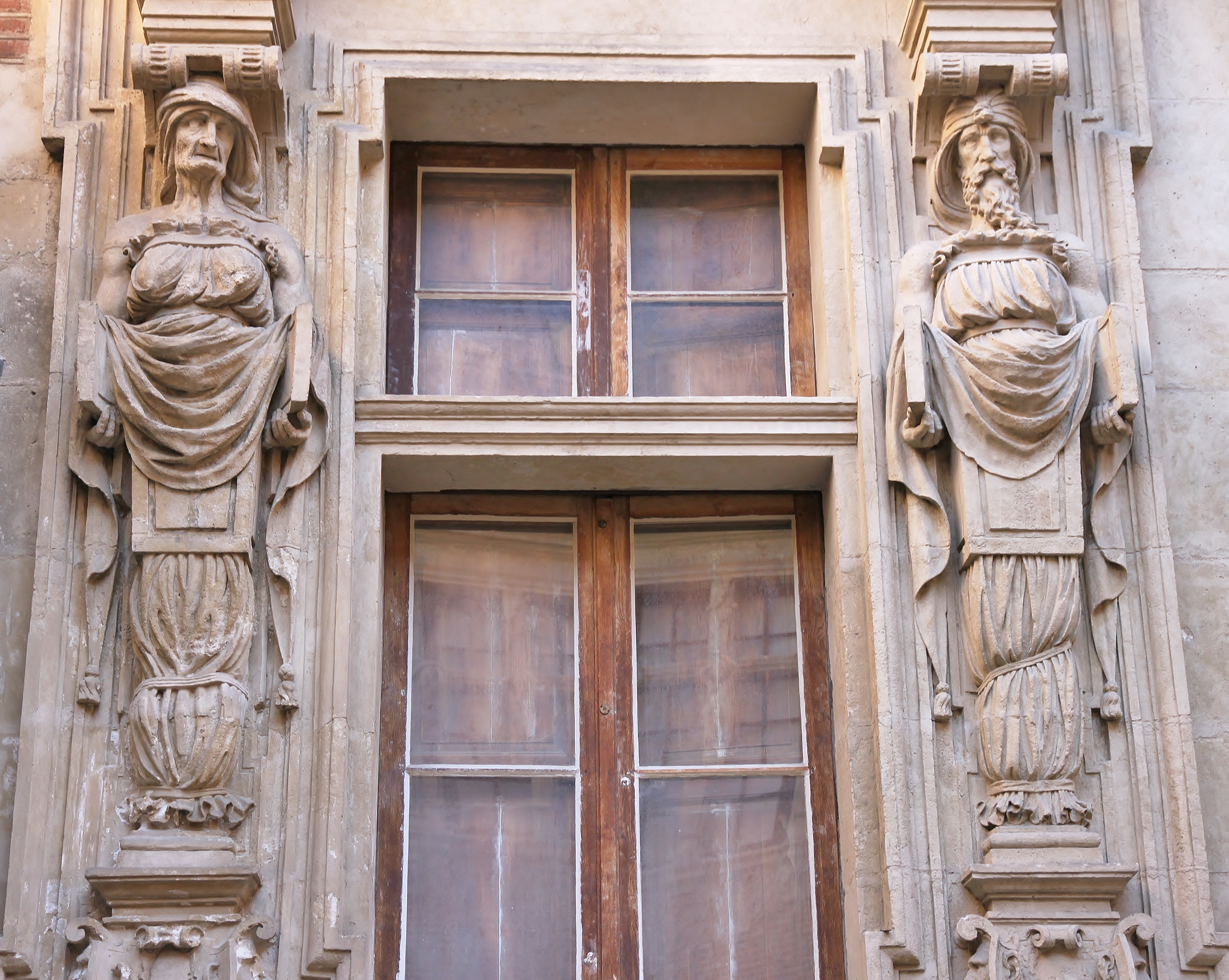
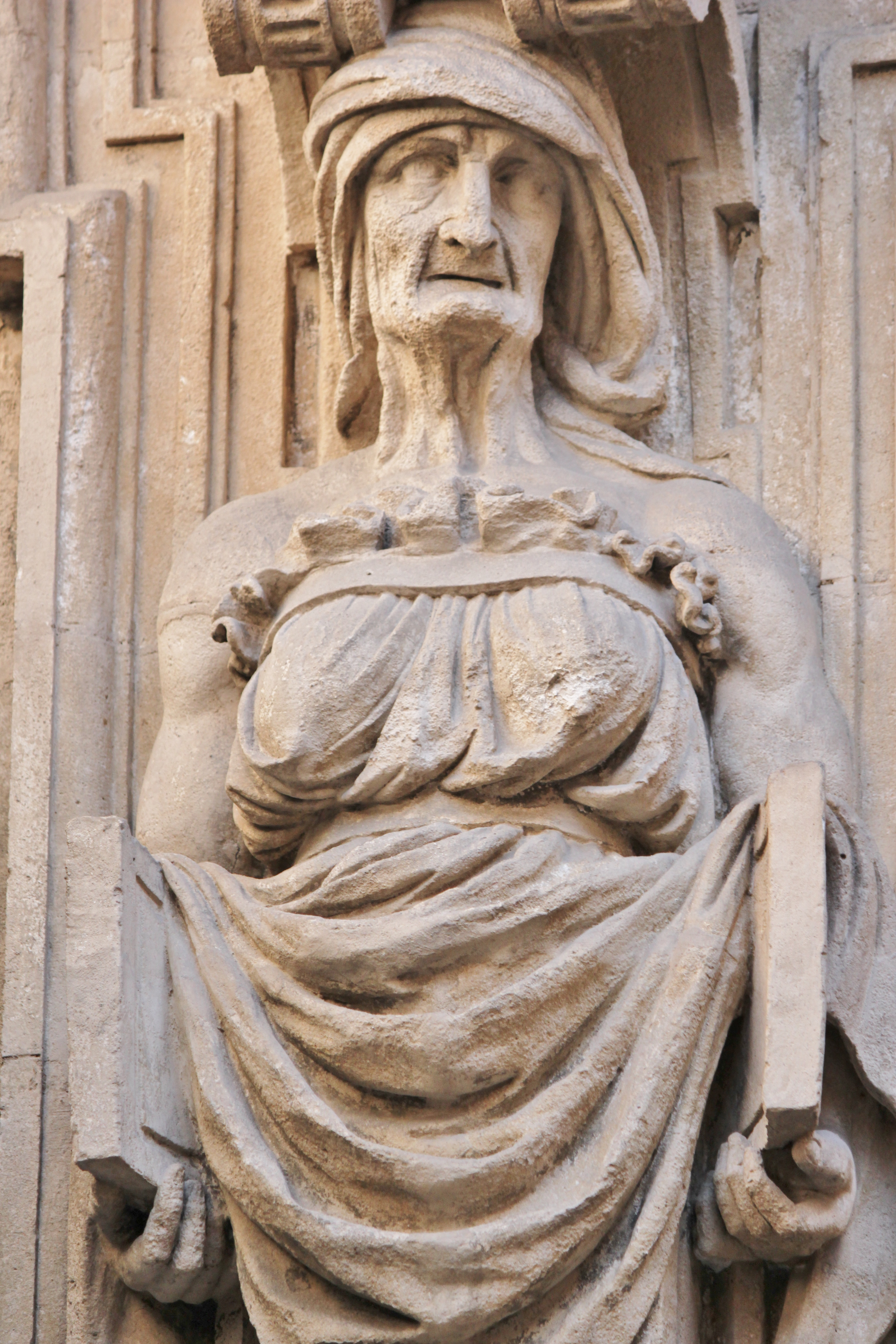
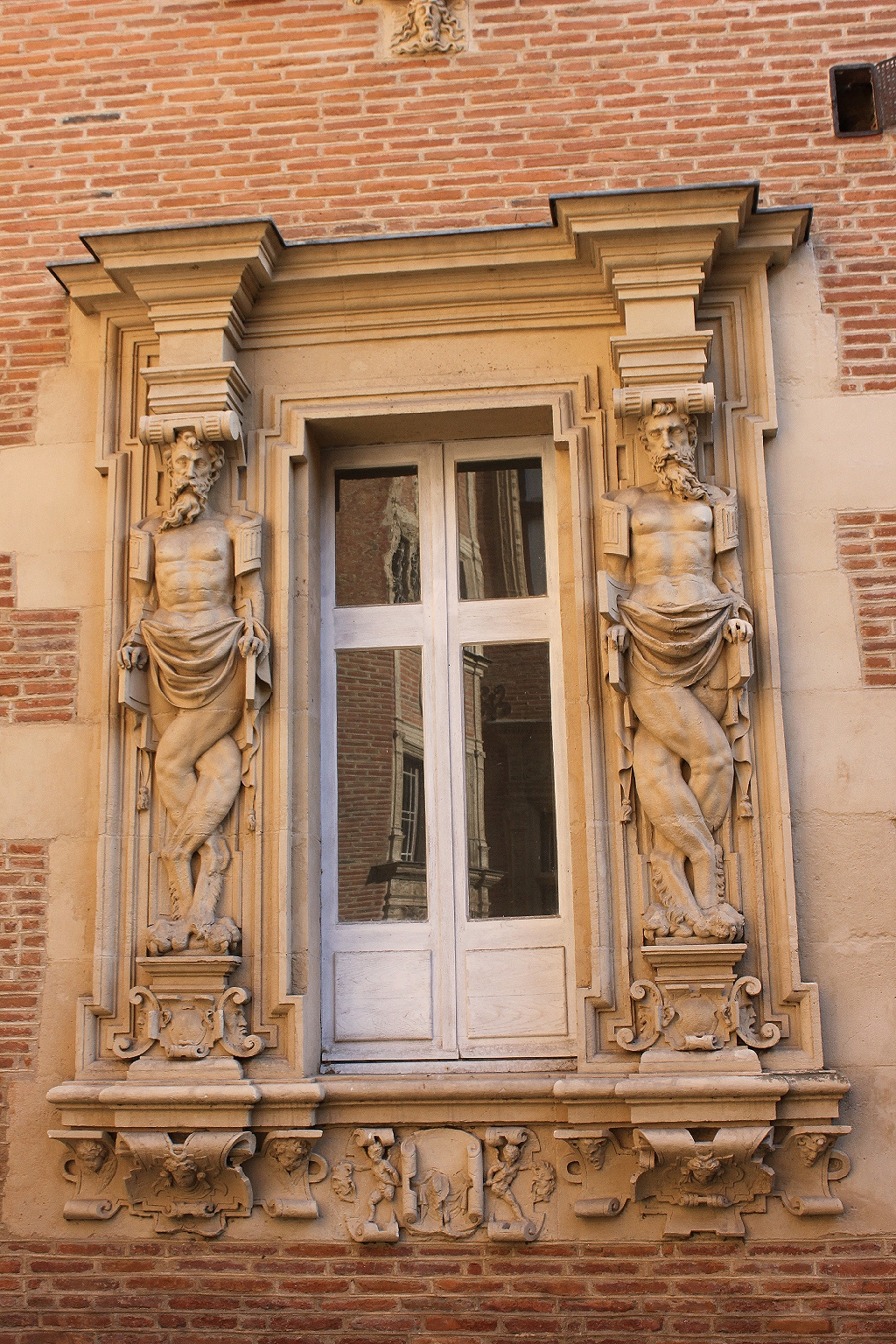
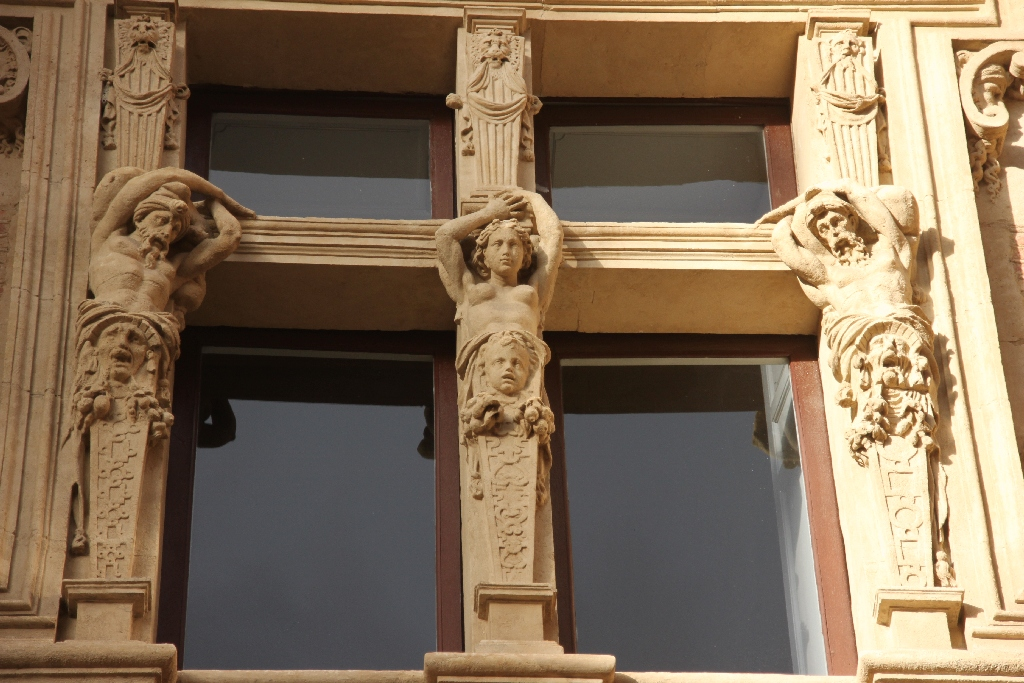
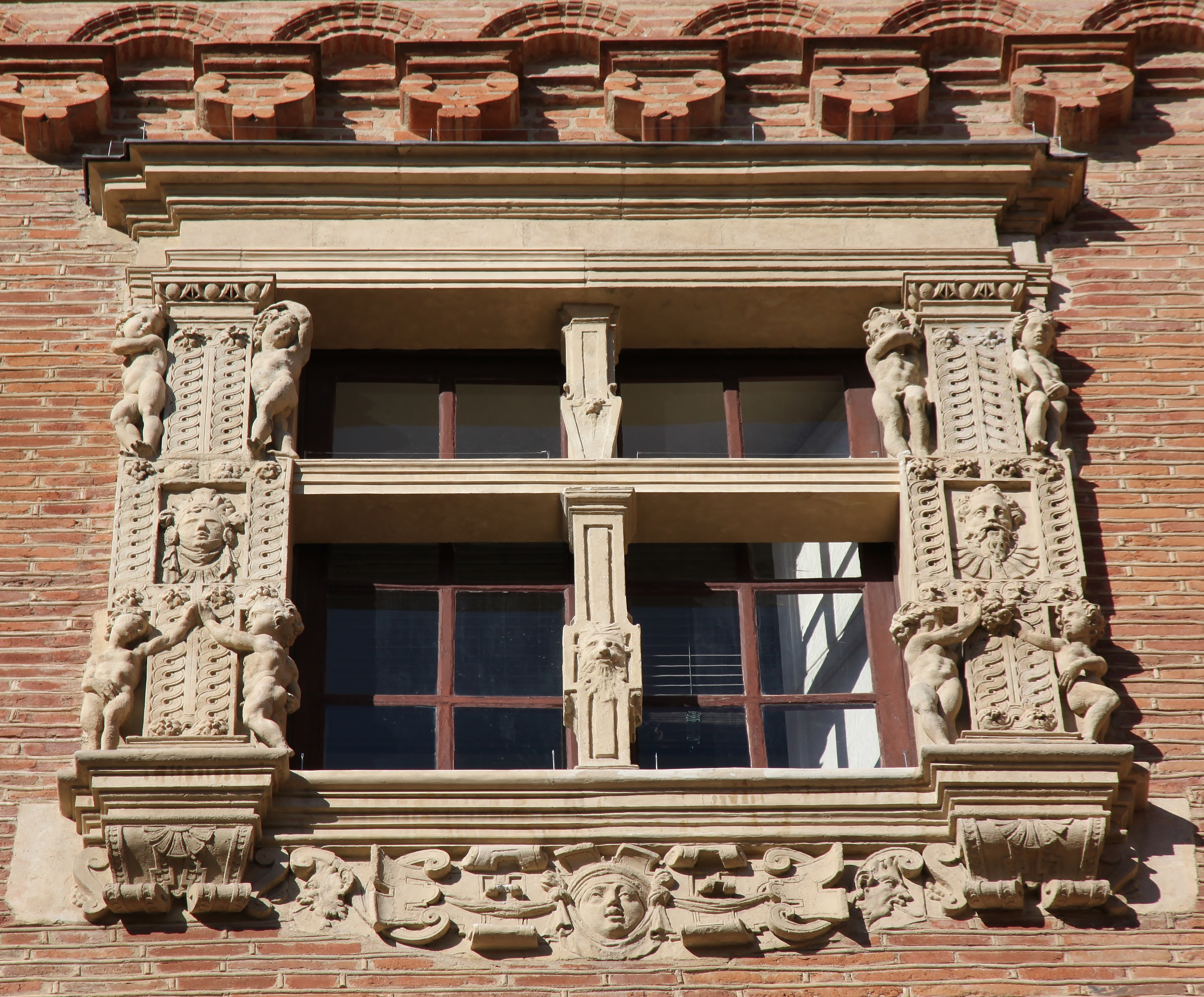
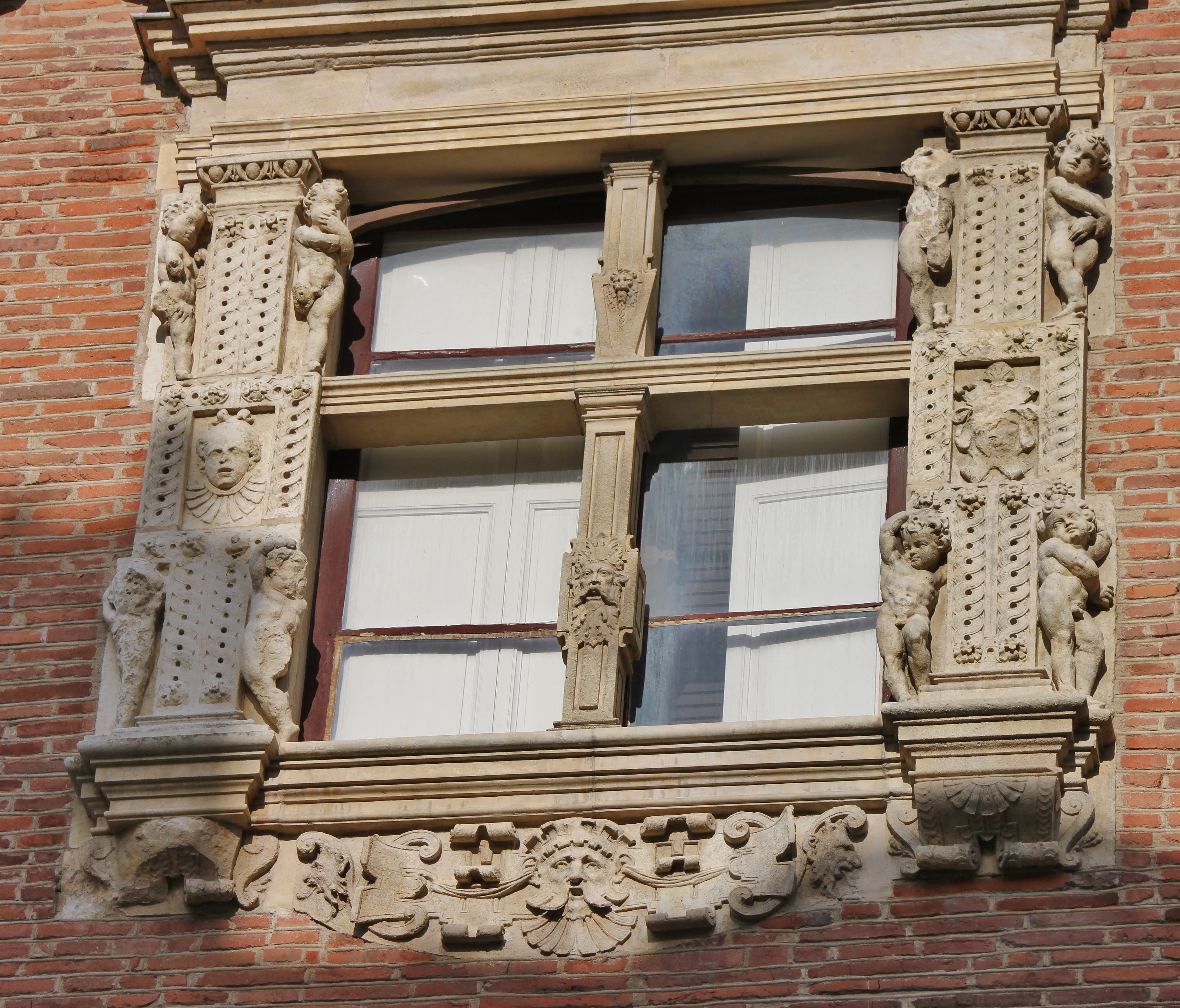
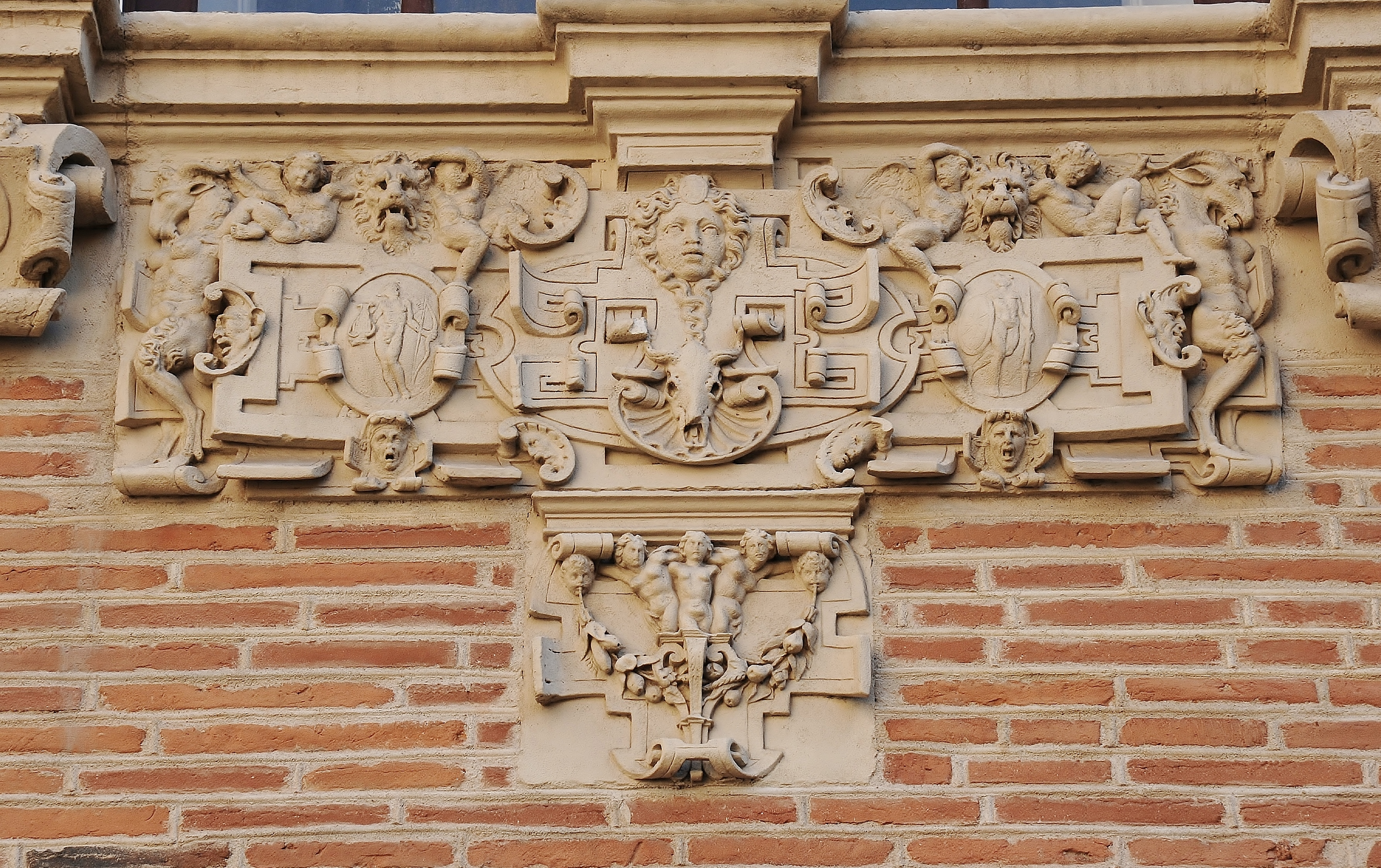
Cuirs découpés
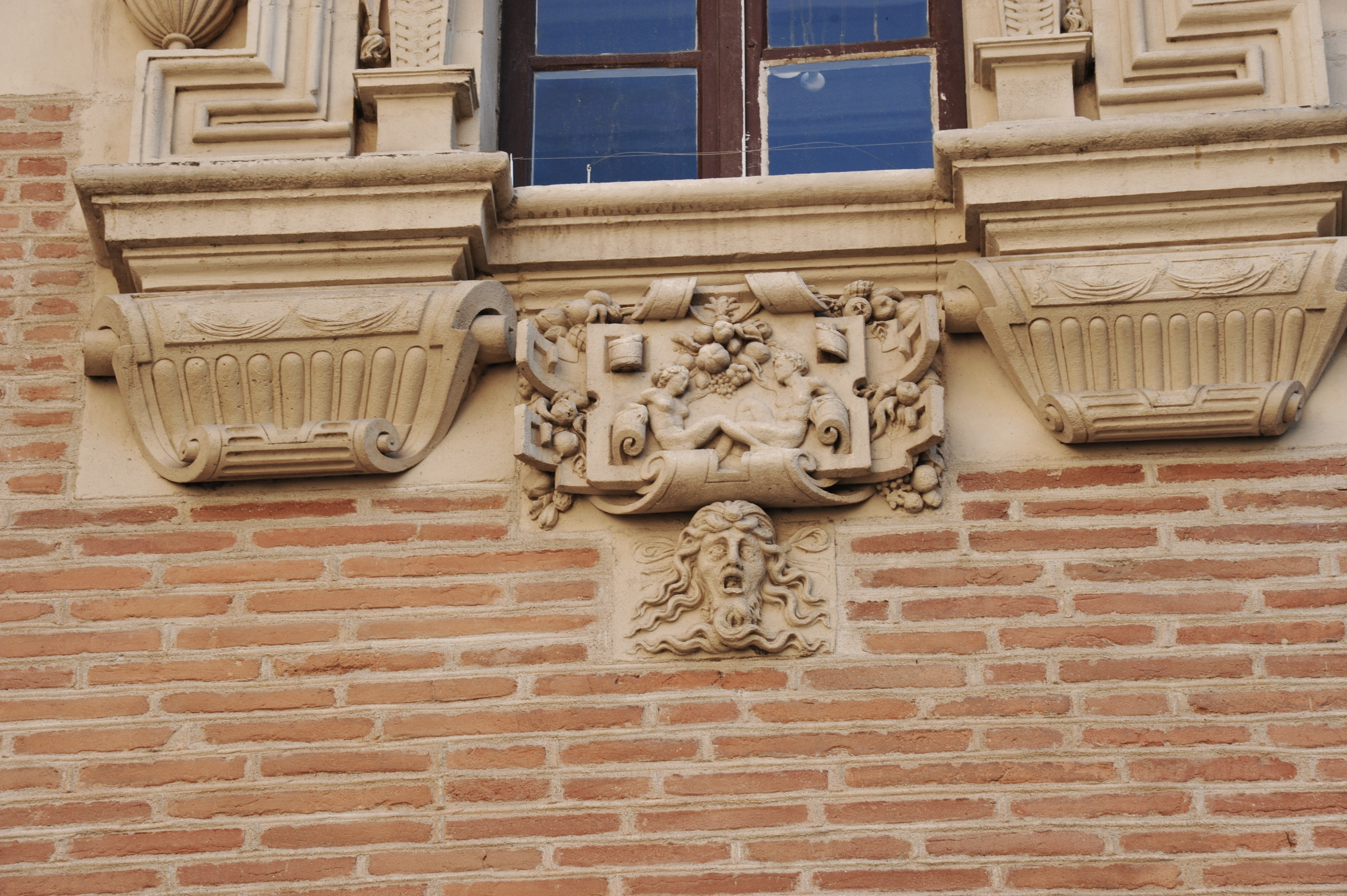
Cuirs découpés
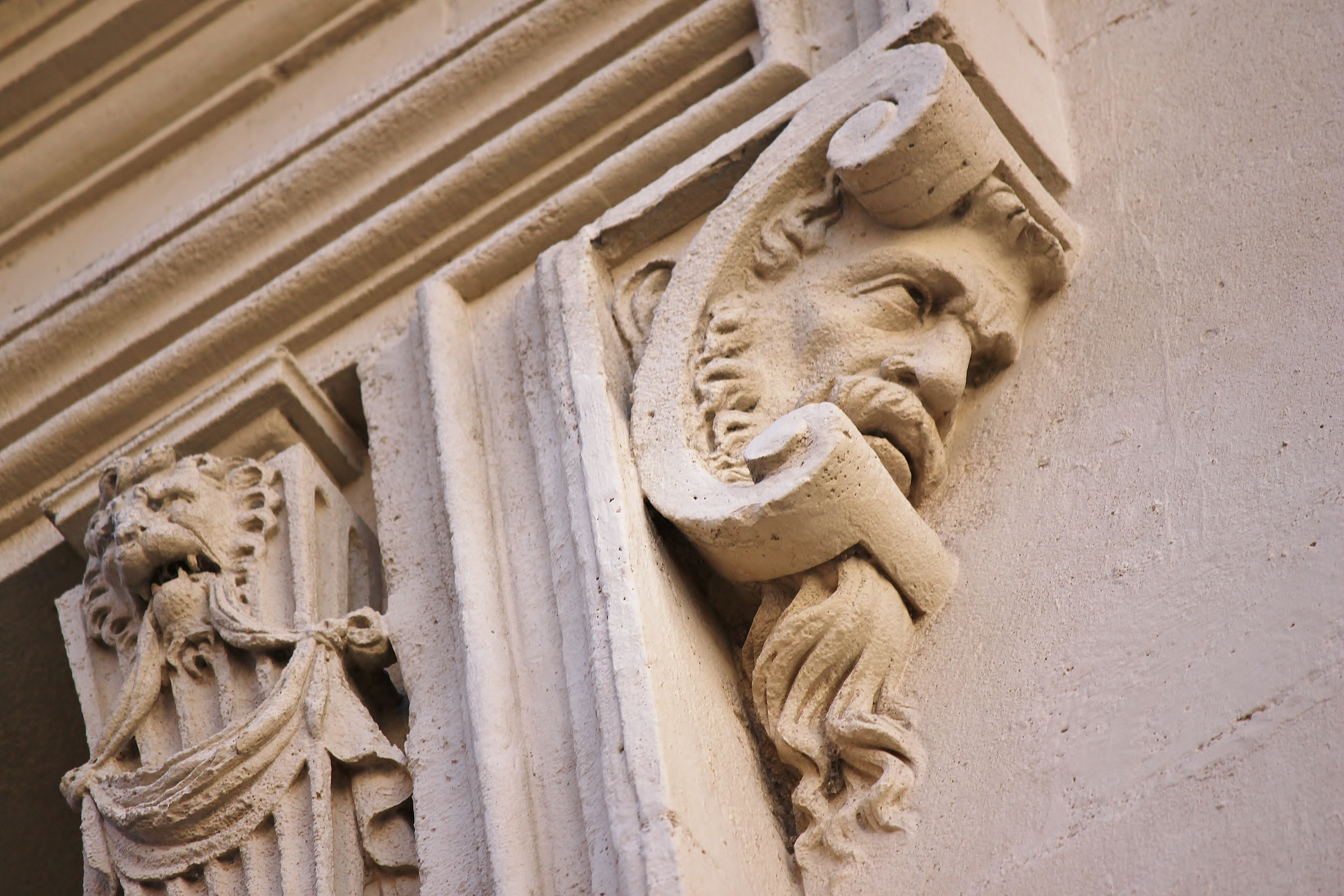
Détail du décor
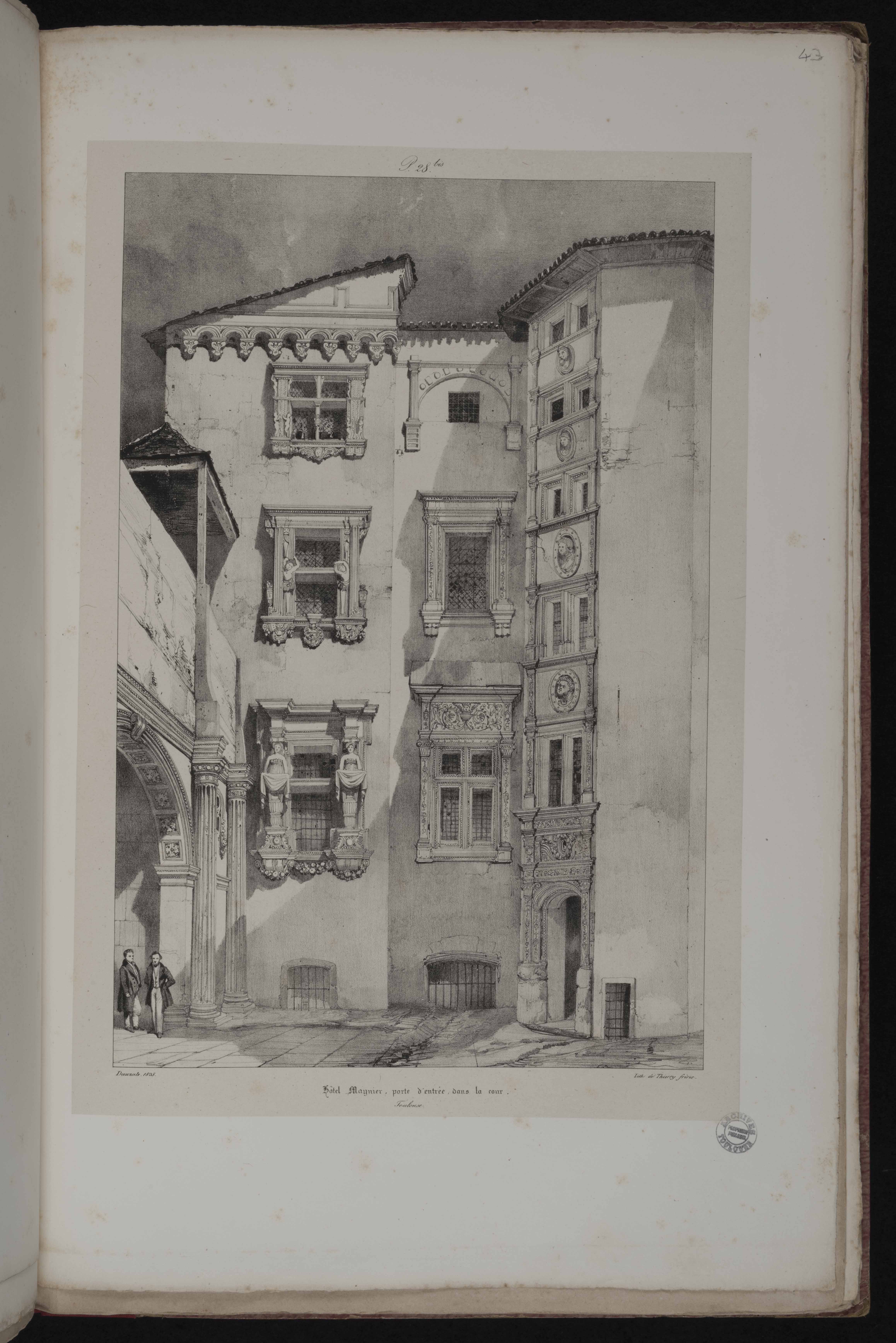
Gravure dans "Voyages pittoresques et romantiques dans l'ancienne France"